# Język staro-cerkiewno-słowiański
Język staro-cerkiewno-słowiański, język scs., język starosłowiański (scs. ⰔⰎⰑⰂⰡⰐⰠⰔⰍⰟ ⰧⰈⰟⰊⰍⰟ / словѣ́ньскъ ѩꙁꙑ́къ) – najstarszy literacki język słowiański, formujący się od połowy IX wieku, oparty głównie na słowiańskich gwarach okolic Sołunia (dzisiejsze Saloniki).
Język scs. w morfologii i fonologii wykazywał pewne cechy charakterystyczne dla grupy języków południowosłowiańskich, natomiast w składni, stylu oraz w terminologii religijnej i słownictwie abstrakcyjnym widoczne były wpływy greki bizantyjskiej. Mimo to nadal był bliski językowi prasłowiańskiemu, z którego wyewoluowały wszystkie języki słowiańskie; bywa nawet uznawany za jego dialekt, dlatego stanowi ważne źródło do jego rekonstrukcji.
Na potrzeby misji wielkomorawskiej w IX w. wysłannicy bizantyjskiego cesarza, bracia Cyryl i Metody, dokonali przekładów tekstów liturgicznych i religijnych na ten język i wraz ze swoimi uczniami rozprzestrzeniali go z liturgią słowiańską wśród Słowian. Cyryl opracował pierwszy alfabet słowiański – głagolicę, a niedługo później powstała cyrylica – pismo oparte na majuskule greckiej, które później niemal zupełnie wyparło głagolicę. Język ten stał się ponaddialektalnym i ponadnarodowym językiem Słowian, trzecim językiem liturgii w Europie (po grece i łacinie).
Nie zachowały się żadne manuskrypty w tym języku z IX w. Najstarsze zachowane teksty pochodzą z końca X oraz z XI w. Te odzwierciedlające pierwotny IX-wieczny język zaliczane są do tzw. kanonu staro-cerkiewno-słowiańskiego. W młodszych tekstach widoczny jest wyraźny wpływ lokalnych języków. Ten młodszy język nazywany jest językiem cerkiewnosłowiańskim. Lokalne odmiany języka cerkiewnosłowiańskiego określa się mianem „redakcji”. Piśmiennictwo w takim zmodyfikowanym języku scs. przez stulecia stanowiło literaturę na obszarach, gdzie celebrowano słowiańską liturgię. Język ten oraz słowiańskie pismo – głagolica i cyrylica – zaczęły być używane prawie wyłącznie przez prawosławnych Słowian. Występowało jednak zjawisko dyglosji – cerkiewnosłowiański był używany jako język państwowy i literacki, natomiast lokalny język słowiański – jako język codzienny.
Język staro-cerkiewno-słowiański i jego następca – język cerkiewnosłowiański wywarły duży wpływ na rozwój kultury Słowian oraz południowo- i wschodniosłowiańskich języków literackich.

## Historia

### Miejsce powstania języka

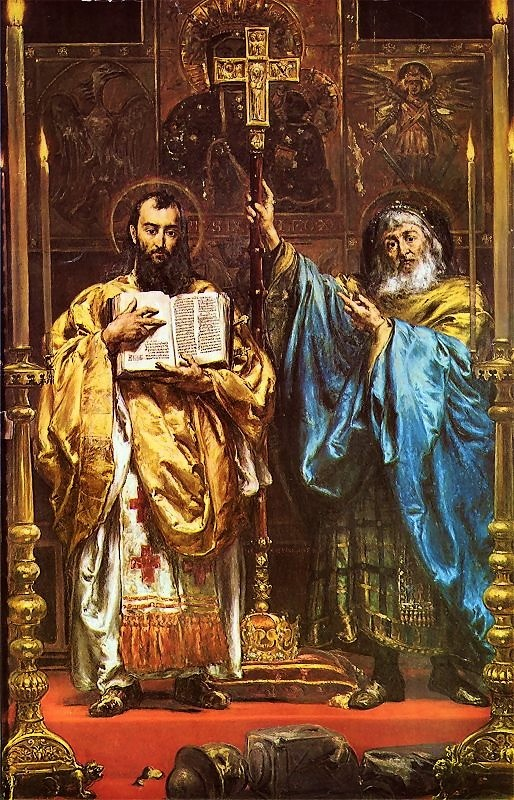
Jan Matejko, Święci Cyryl i Metody, 1885

Powszechnie przyjmuje się, że język scs. powstał na bazie prasłowiańskiego dialektu sołuńskiego, będącego częścią grupy bułgarsko-macedońskiej.
Nie było to jednak oczywiste. Teoria ta została ugruntowana dopiero w 1913 przez chorwackiego slawistę Vatroslava Jagicia. Josef Dobrovský nie miał jeszcze sprecyzowanego poglądu na tę kwestię, ale rozważał pochodzenie z dialektów serbskich lub bułgarskich. Kopitar i Miklošič postulowali panońsko-słoweńskie pochodzenie języka scs. Według Witolda Mańczaka język scs. był kompromisem między dialektem macedońsko-bułgarskim a narzeczem morawsko-panońskim. Tłumaczy to tym, że pod względem leksykalnym w scs. istnieje więcej nawiązań do języka serbsko-chorwackiego niż bułgarskiego, macedońskiego czy słoweńskiego, a serbsko-chorwacki można uznać za ogniwo pośrednie między słoweńskim a bułgarskim i macedońskim.
Różnicowanie dialektalne języka prasłowiańskiego zaczęło się objawiać już w V–VI w. W wieku IX, kiedy działali Cyryl i Metody, nie było już pełnej jedności językowej Słowian. Można było wyróżnić pięć wielkich zespołów narzeczy słowiańskich: zespół lechicko-łużycki, czesko-słowacki, słoweńsko-chorwacko-serbski, bułgarsko-macedoński i ruski. Nie było jeszcze jednak języków słowiańskich w dzisiejszym rozumieniu, a ludy słowiańskie zachowywały wiele wspólnych cech językowych i pewne poczucie wspólnoty.

### Misja wielkomorawska

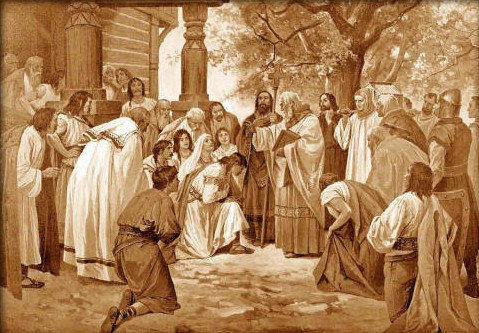
Věnceslav Černý, Przybycie misjonarzy Cyryla i Metodego na Morawy

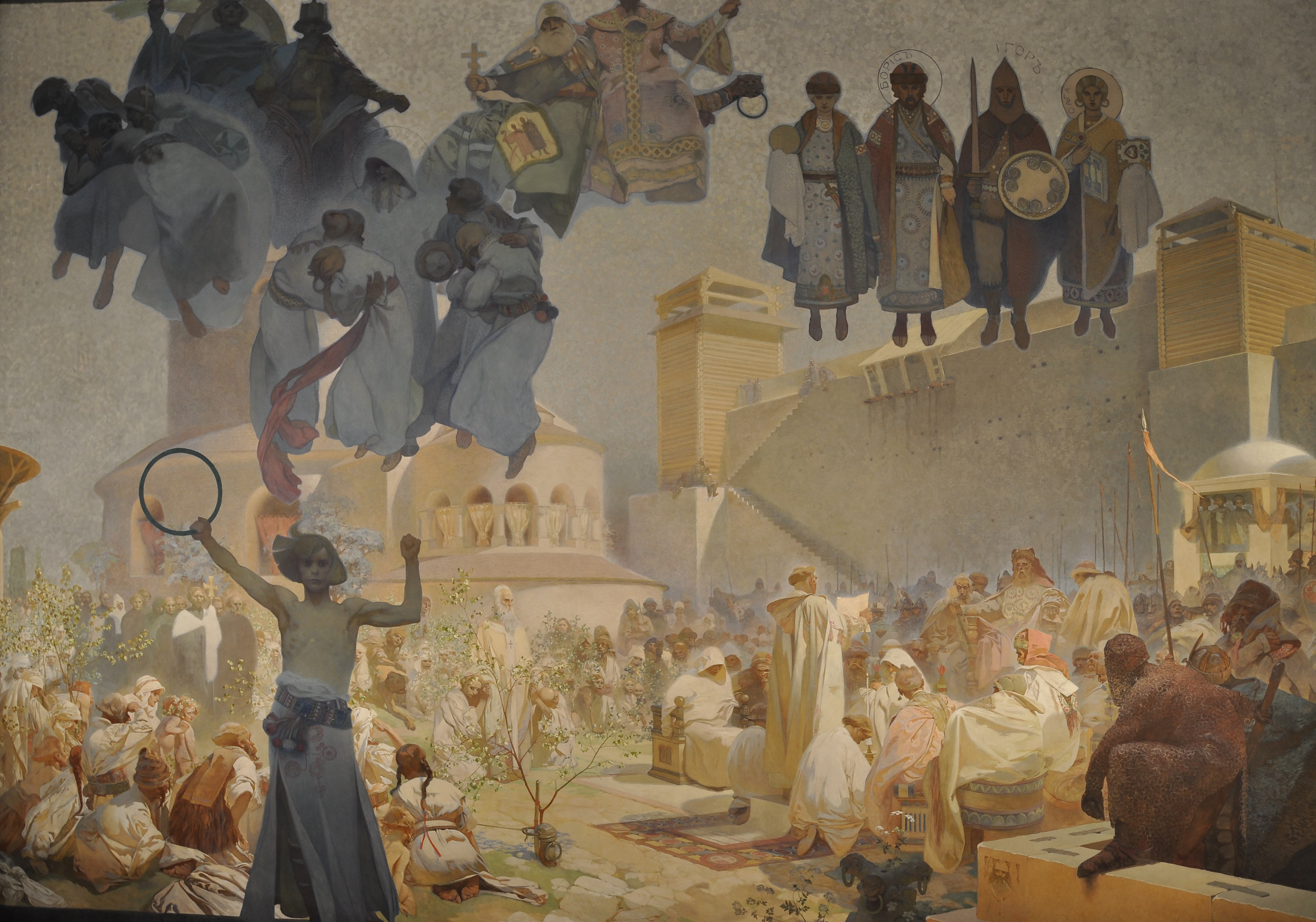
Alfons Mucha, Wprowadzenie liturgii słowiańskiej na Wielkich Morawach – Chwalcie Boga w języku ojczystym, 1912; cykl Epopeja słowiańska

Język scs. miał służyć uniwersalnej idei stworzenia języka liturgicznego, który byłby rozumiany przez Słowian. Książę wielkomorawski Rościsław w 862 zwrócił się do cesarza Bizancjum Michała III o zorganizowanie misji słowiańskiej – kontynuowanie chrystianizacji przez misjonarzy przy użyciu zrozumiałego dla lokalnej ludności języka słowiańskiego. Miało to też podtekst polityczny – książę w ten sposób chciał się uniezależnić również w sferze kościelno-religijnej od państwa niemieckiego (wschodniofrankijskiego). Cesarz zgodził się na prośbę Rościsława i w 863 przybyli do państwa wielkomorawskiego jego wysłannicy – bracia Konstantyn i Metody wraz z uczniami. Bracia biegle znali słowiański dialekt sołuński i nie stanowiło to wówczas bariery językowej na terenach zachodniosłowiańskich.
Jeszcze przed wyprawą Konstantyn dokonał przekładu najpotrzebniejszych ksiąg Pisma Świętego oraz opracował odpowiedni alfabet. Podczas misji bracia pracowali przede wszystkim nad kształceniem i przygotowywaniem misjonarzy morawskich, a także nad tłumaczeniem kolejnych tekstów. Planowali stopniowe wprowadzanie języka słowiańskiego do obrzędów kościelnych. Musieli też stawiać czoła ciągłym trudnościom szerzonym ze strony zwolenników obrządku łacińskiego.
Po ponad 3 latach misji wyruszyli do Rzymu, aby u papieża otrzymać wsparcie dla swojej misji, a także aby wyświęcić przygotowanych kleryków na księży. Po drodze zatrzymali się w Panonii u księcia Kocela, gdzie dopracowywali liturgię słowiańską i szkolili tamtejszych uczniów. Zatrzymali się również w Wenecji, gdzie stoczyli tzw. dysputę wenecką. O ile tradycja wschodnia, do której byli przyzwyczajeni, dopuszczała różne języki liturgiczne (prócz greki także syryjski, koptyjski, etiopski), to duchowni zachodni uważali, że tylko trzy języki są tego godne (tj. hebrajski, grecki i łaciński – języki w których Piłat kazał przybić napis na krzyżu Chrystusa, tzw. „teoria pilacjańska”). Konstantyn takie stanowisko nazwał herezją trójjęzyczną.
Można to uznać za pierwszą w Europie zachodniej walkę o język. Wiąże się to jednak z odmienną sytuacją Słowian – dla zromanizowanej ludności Europy łacina nie była zupełnie niezrozumiała, a jej archaiczność nawet dodawała majestatu. Natomiast ludność germańska czuła się spadkobierczynią cesarstwa rzymskiego odnowionego przez Karola Wielkiego, więc bez oporu przyjmowała język liturgiczny Rzymian.
Papież Hadrian II nie podzielił poglądów „trójjęzyczników”, dał się przekonać o prawowierności oraz słuszności argumentów braci sołuńskich i językowi słowiańskiemu (staro-cerkiewno-słowiańskiemu) zostały oficjalnie udzielone prawa języka liturgicznego. Stał się tym samym trzecim językiem liturgicznym w Europie (lingua tertia), a przy uwzględnieniu teorii pilacjańskiej – czwartym (lingua quarta).
Podczas pobytu w Rzymie Konstantyn poważnie zachorował. Spodziewając się, że wkrótce umrze, wstąpił tam do klasztoru i przyjął imię zakonne Cyryl. Niedługo później, w 869, zmarł. Metody natomiast opuścił Rzym i działał, już jako arcybiskup, w Panonii, a następnie w księstwie wielkomorawskim. Jednak duchowieństwo niemieckie nie chciało ustąpić i wszelkimi sposobami szerzyło trudności słowiańskim duchownym, stosując różnego rodzaju oszczerstwa czy szykany.
W 885 po śmierci Metodego, w wyniku działalności opozycji niemieckiej na czele z biskupem Wichingiem nie został powołany na arcybiskupa Gorazd – kandydat wyznaczony przez Metodego na swojego następcę. Ostatecznie liturgia słowiańska w państwie wielkomorawskim została zakazana przez papieża Stefana V i zastąpiona obrządkiem łacińskim.
Choć po śmierci Metodego misja wielkomorawska upadła, dzieło zapoczątkowane przez braci rozwijało się dalej. Wypędzeni z Moraw ich uczniowie i współpracownicy tworzyli ośrodki liturgii i piśmiennictwa słowiańskiego na terenie Czech, Chorwacji, Serbii, Bułgarii, Macedonii, a potem Rusi, gdy ta przyjęła chrześcijaństwo.

### Po misji wielkomorawskiej

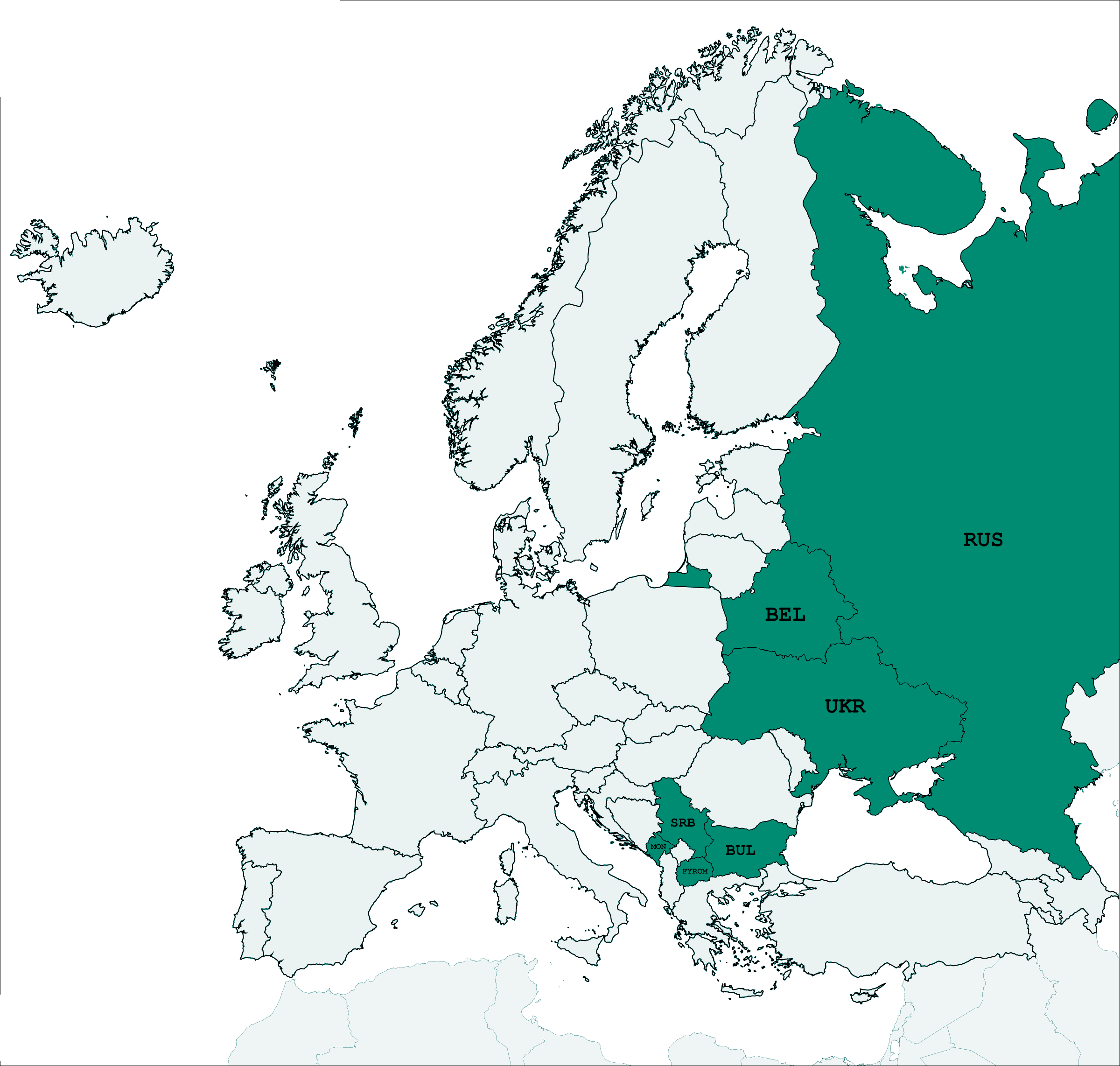
Współczesne państwa Słowian, w których dominującą religią jest prawosławie

Na obszarze Bułgarii, Macedonii, Serbii i Rusi liturgia słowiańska utrwaliła się pod opieką Bizancjum. W wyniku schizmy wschodniej w 1054 nastąpił podział chrześcijaństwa na wschodnie (prawosławne) i zachodnie (katolickie). Spowodowało to, że obecność języka scs. umocniła się w Kościele prawosławnym, natomiast w krajach katolickich (tj. na ziemiach czeskich, słowackich, chorwackich) został on praktycznie usunięty. Do wyjątków należał mały obszar na północy Dalmacji, gdzie mieszkali Chorwaci stosujący w liturgii język słowiański i głagolicę.
W efekcie język scs. i słowiańskie pismo – głagolica i cyrylica – zaczęły być używane prawie wyłącznie przez prawosławnych Słowian, początkowo głównie w liturgii i literaturze sakralnej. Dla tych właśnie Słowian (południowych i wschodnich) odegrały one ogromną rolę kulturotwórczą i cywilizacyjną, którą można porównać z rolą łaciny w państwach słowiańskich znajdujących się w zasięgu kultury zachodnioeuropejskiej.
Już w IX w. do języka scs. używanego na danym obszarze zaczęły przenikać pewne cechy lokalnego języka słowiańskiego. Najbardziej stabilny i jednolity był język liturgii wzorowany na tekstach Cyryla i Metodego. Z czasem język scs. nabierał coraz więcej lokalnych cech, stawał się coraz bardziej zmienny i rozchwiany. Im mniej sakralna była dziedzina, w której został użyty, tym wyraźniejsze były miejscowe wpływy. Taki język określa się językiem cerkiewnosłowiańskim i precyzuje się, jakiej jest redakcji (tj. jaki lokalny język na niego wpływał).
Następca języka staro-cerkiewno-słowiańskiego – język cerkiewnosłowiański stał się na tych obszarach na stulecia językiem państwowym i literackim zanim nie wykształciły się nowożytne języki narodowe takie jak rosyjski, ukraiński, białoruski, bułgarski, macedoński czy serbski. Był nawet do XVII w. językiem urzędowym w Rumunii – kraju niesłowiańskim.
Choć ośrodki, gdzie w średniowieczu tworzono teksty w cerkiewnosłowiańskim istniały również w Czechach i Chorwacji (odpowiednio w redakcji czeskiej i chorwackiej), to jednak te obszary pozostawały w strefie oddziaływania Rzymu. Dlatego wkrótce jako język kancelaryjny i literacki rozpowszechniła się tam łacina.
Każda redakcja przejawiała specyficzne cechy w pisowni, fonologii i morfologii. Na początku największe znaczenie miała redakcja bułgarska. Po upadku Konstantynopola prym przejęła redakcja rosyjska zgodnie z tzw. koncepcją Moskwa – Trzeci Rzym.
Ze sfery świeckiej język cerkiewnosłowiański wyszedł z użycia w XVIII w. w Rosji, na Wołoszczyźnie i w Mołdawii, a w XIX w. w Serbii i Bułgarii, ustępując miejsca językom narodowym.

## Język staro-cerkiewno-słowiański a język prasłowiański
Język staro-cerkiewno-słowiański, mimo że wyrósł z gwary sołuńskiej (którą znali Cyryl i Metody), szybko uzyskał ponaddialektalny charakter, bogacąc się o nowe lokalne elementy językowe. Stał się ponadnarodowym językiem nie tylko kościelnym, ale i literackim dla wielu społeczeństw słowiańskich, a nawet niesłowiańskich (na terenie Wołoszczyzny i Mołdawii). Był więc zrozumiały także dla Słowian morawskich, czeskich, słowackich, panońskich i innych. Wszędzie przyjmowany był jako język rodzimy, nazywany po prostu językъ slověnьskъjь/slověnьskъjь językъ – język słowiański. Taka nazwa występuje w Żywotach Konstantyna i Metodego i jest rozumiana jako język ogólnosłowiański.
Choć w momencie powstania języka scs. nie było już jedności językowej Słowian, to jednak wyłonił się on jeszcze przed ostatecznym rozpadem języka prasłowiańskiego, który utożsamiany jest z momentem zaniku i wokalizacji półsamogłosek jerowych w X w. W związku z tym oryginalny język Cyryla i Metodego zawierał jery ь i ъ jako odrębne fonemy i najprawdopodobniej funkcjonowały one do przełomu IX–X w. W zachowanych odpisach oryginałów z końca X i XI w. jery stosowane były już nie zawsze konsekwentnie; utrzymywane były w tekstach tylko przez tradycję.
Według Franciszka Sławskiego język scs. nawiązuje ściśle do końcowego okresu języka prasłowiańskiego, oddaje język wspólny wszystkim Słowianom, język prasłowiański. Podobną opinię wyrażał Leszek Moszyński i Henrik Birnbaum. Czesław Bartula uważał, że język ten ma charakter prasłowiański o podłożu dialektalnym sołuńskim. Jednak mimo oparcia na konkretnym dialekcie, był on dopasowywany pod pewnym względami do języka danej społeczności słowiańskiej (np. nie upierano się na stosowaniu dźwięków czy końcówek charakterystycznych dla dialektu Sołunia, jeśli na danym obszarze stosowano w ich miejsce inne), gramatyka ani słownictwo nie było skodyfikowane. W rezultacie, kiedy docierał do kolejnych Słowian, nie był odbierany jako język obcy a ogólnosłowiański.
Nie można jednak języka staro-cerkiewno-słowiańskiego jako całości identyfikować z językiem prasłowiańskim. Język scs. zawierał pewne cechy charakterystyczne dla południowosłowiańskich dialektów (morfologia, fonologia), nie służył do komunikacji na co dzień (dyglosja), a pierwotnie – do przekładu Biblii z języka greckiego i odprawiania liturgii. W związku z tym miał także greckie naleciałości, głównie kalki oraz zapożyczenia leksykalne i frazeologiczne (zwłaszcza terminy religijne i abstrakcyjne), a także składnię (skomplikowane struktury zdań podrzędnie złożonych i konstrukcje imiesłowowe). Przykładowo często w języku scs. tworzono kalki z greckich wyrazów złożonych jak choćby pravoslavie (wcześniej pravoslovie), z gr. ὀρθοδοξία (orthodoxia).
Rekonstrukcja prasłowiańskich wyrazów bardzo często wymaga więc zestawiania i porównywania wyrazów oraz ich charakterystycznych zmian na przestrzeni stuleci z kilku słowiańskich języków, np. scs. градъ (gradъ), pol. gród, ros. город (gorod), serb. grad < ps. *gordъ; scs. нощь (noštь), pol. noc, ros. ночь (nocz), serb. noć < ps. nokťь.
Język scs. ma tę przewagę nad innymi językami słowiańskimi, że został od nich o wiele wcześniej zapisany – w IX w., wyprzedzając je o kilka wieków. Dla porównania pierwszym staropolskim tekstem ciągłym są Kazania świętokrzyskie z XIV w.. Staro-cerkiewno-słowiański stanowi zatem ważne, choć nie jedyne źródło do odtwarzania języka prasłowiańskiego; używany jest w studiach historyczno-językowych nad językami słowiańskimi i kształtowaniem się kultury słowiańskiej.

## Nazewnictwo
Termin „język staro-cerkiewno-słowiański” najtrafniej oddaje funkcję i charakter tego języka – był on stosowany w najdawniejszym piśmiennictwie słowiańskim przeznaczonym głównie do celów cerkiewnych (religijnych). W czasach Cyryla i Metodego język ten określany był jako „słowiański”. Autor pierwszego naukowego opracowania gramatyki scs., Josef Dobrovský nazywał go starosłowiańskim, podobnie niektórzy polscy slawiści jak Jan Łoś czy Stanisław Słoński. Tak też często nazywany jest w nauce rosyjskiej. Może być on jednak zwodniczy, ponieważ sugeruje istnienie jedności językowej Słowian w IX w.
W zależności od poglądów na pochodzenie tego języka w XIX w. pojawiały się takie jego nazwy jak starobułgarski (August Leskien) czy starosłoweński (staropanoński; Miklošič). Bywał też nazywany językiem staromacedońskim.
a
Choć scs. wywodzi się z narzecza bułgarsko-macedońskiego, to współczesny literacki język bułgarski i język macedoński oparte są na innych dialektach niż sołuński. Dialekty słowiańskie z okolic Sołunia, na których bazuje język scs. są współcześnie praktycznie wymarłe. Były to dialekty macedońskie w tym sensie, że posługiwano się nimi na obszarze Macedonii pojmowanej jako region geograficzny (ściślej rzecz biorąc, była to Macedonia Egejska).

## Pismo Słowian

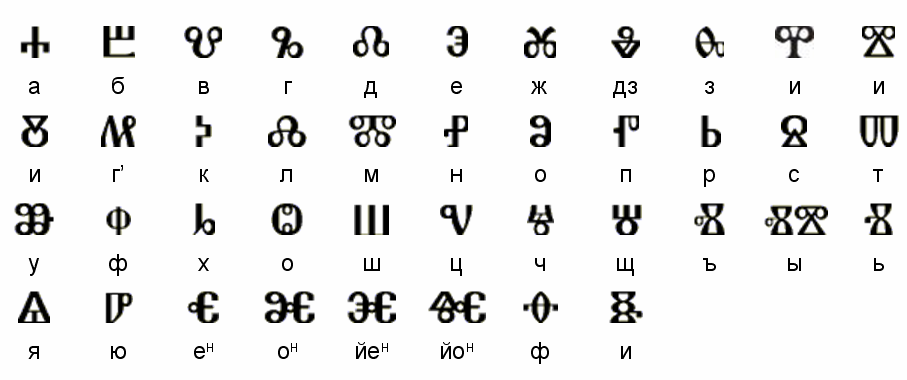
Głagolica i odpowiedniki liter w cyrylicy

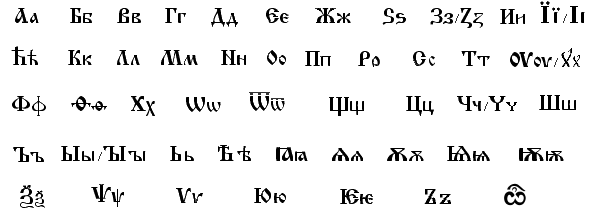
Wczesna cyrylica

Pismo u Słowian pojawiło się w następstwie przyjęcia chrześcijaństwa. Wcześniej pogańscy Słowianie, jak podawał Mnich Chrabr, wykorzystywali do wróżenia i liczenia systemu kresek i nacięć, ale nie było to pismo, ewentualnie jego namiastka.
Jednym z największych wyzwań misji morawskiej, której podjął się Konstantyn-Cyryl była kwestia przekładu Biblii z języka greckiego, tekstu o wielowiekowej tradycji literackiej, na zupełnie surowy w tym aspekcie język słowiański, oraz wyrażenie go na piśmie. W tym celu stworzył on pierwszy alfabet słowiański – głagolicę, która była wyrazem jego erudycji i geniuszu językowego. Pismo to zostało częściowo zainspirowane grecką minuskułą, częściowo alfabetami wschodnimi (syryjskim, hebrajskim) i tworzyło oryginalny system, w którym dla każdej głoski przydzielona została pojedyncza litera (z małymi wyjątkami). Języki słowiańskie, mając bogaty system głoskowy, nie dałyby się w taki sposób zapisać alfabetem greckim zawierającym 24 litery. Litery głagolicy były często symetryczne, zbudowane z różnych kombinacji kwadratu, koła i trójkąta.
Badacze próbowali odpowiedzieć na pytanie, dlaczego Konstantyn w ogóle opracował nowy alfabet – musiało to z pewnością być czasochłonne. Mógł zamiast tego wykorzystać jakieś znane ówcześnie pismo. Wśród odpowiedzi często padały następuje kwestie. Po pierwsze według tradycji bizantyjskiej każdy większy samodzielny naród tworzący własną literaturę powinien mieć własne pismo (jak Grecy, Rzymianie, Koptowie, Fenicjanie, Żydzi, Syryjczycy), zatem i Słowianie. Nie można tłumaczyć Biblii na język, który nie ma własnego pisma. Po drugie misja wielkomorawska nie miała wzbudzać kontrowersji politycznych. W przypadku adaptacji pisma greckiego mogłoby to wzbudzać podejrzenia, że jest to akcja cesarstwa bizantyjskiego skierowana przeciw obecnym już na Morawach duchownym z Zachodu. Osobne pismo miało symbolizować odrębność i niezależność językowo-kulturową Słowian. Po trzecie miało ono funkcjonować jako most między kulturą wschodnią a zachodnią, narzędzie umożliwiające twórcze przekształcanie dorobku Wschodu i Zachodu.
Jeszcze w IX w., choć prawdopodobnie po upadku misji morawskiej, powstało kolejne, łatwiejsze i ekonomiczniejsze pismo – cyrylica. Najprawdopodobniej została ona opracowana przez któregoś z uczniów braci sołuńskich. Opierała się w dużej mierze na majuskule greckiej, jedynie niektóre znaki były przeróbką liter głagolickich. Cyrylica stopniowo wypierała głagolicę i ostatecznie upowszechniła się w ośrodkach piśmiennictwa cerkiewnosłowiańskiego. Jednak najdawniejsze zabytki języka staro-cerkiewno-słowiańskiego napisane są w większości w głagolicy.
Rodzaj pisma stosowanego przez Słowian ściśle zależał od przyjętego obrządku religijnego. Słowianie, którzy zetknęli się z obrządkiem greckim, próbowali przyswajać pismo greckie, a gdy w oparciu o nie opracowano cyrylicę, stała się ona pismem wszystkich Słowian prawosławnych. W obrządku rzymskim stosowano pismo łacińskie. Gdy na obszarach, gdzie występowała głagolica jako pismo słowiańskiego języka liturgicznego, wprowadzano liturgię łacińską, to Słowianie zastępowali głagolicę alfabetem łacińskim (np. Morawy, Chorwacja). Natomiast tam, gdzie występowała dominacja Kościoła wschodniego, Słowianie przyjmowali cyrylicę (np. w Macedonii).
W publikacjach tekstów staro-cerkiewno-słowiańskich w druku nie stosuje się głagolicy – najczęściej najstarsze teksty głagolickie drukowane są cyrylicą, czasem łacinką. Łacinka bywa także stosowana w tekstach pierwotnie cyrylickich. Teksty młodsze (od XI w.), zwłaszcza w Rosji, bywają wydawane młodszym krojem cyrylicy – grażdanką. Wydawcy mogą stosować różne systemy transliteracji.
W najstarszych słowiańskich rękopisach nie stosowano podziału na wyrazy, pisane były nieprzerwanie. Po zamkniętych jednostkach frazeologicznych stawiano kropkę, zwykle podwyższoną do połowy litery. Zgodnie z tradycją tekstów religijnych zapoczątkowaną na gruncie hebrajskim, stosowano skróty niektórych wyrazów.

## Kanon języka staro-cerkiewno-słowiańskiego

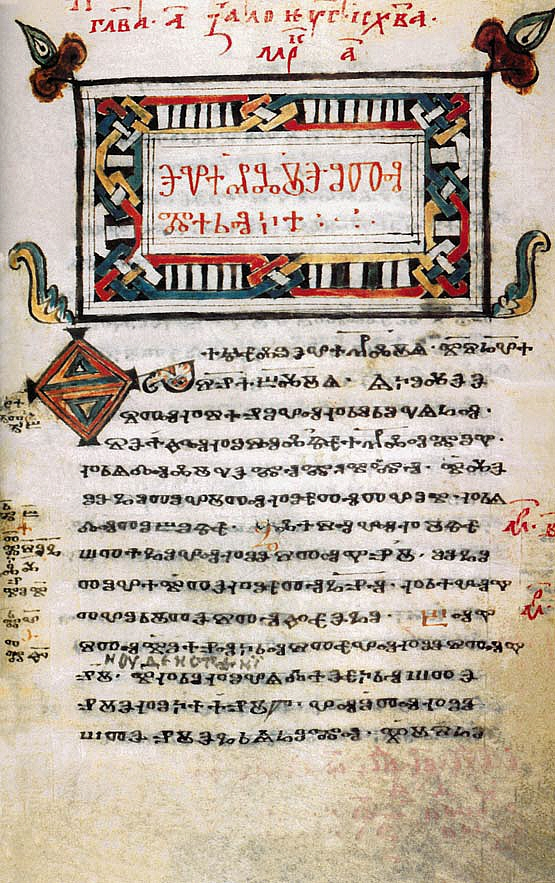
Pierwsza strona Ewangelii wg św. Marka w Kodeksie Zografskim

Nie zachowały się oryginalne teksty Cyryla i Metodego ani ich bezpośrednich uczniów z IX w. Dotrwały jedynie młodsze odpisy z końca X w. i późniejsze, które nie są identyczne z pierwowzorami. Kopiści popełniali błędy zarówno nieświadomie, jak i celowo uaktualniali postać językową tekstu. Ponadto często starali się „poprawić” tekst, aby utworzyć bardziej dosłowne tłumaczenie. W rezultacie zatraciły się pewne kunsztowne elementy pierwotnego przekładu; kopiści rezygnowali ze swobodnego, choć wiernego słowiańskiego przekładu na rzecz kalkowania konstrukcji greckich. Mimo to uznaje się, że odpisy z końca X i początku XI w. zachowują wiele cech archaicznych i ich język jest bliski językowi tekstów Cyryla i Metodego, zwłaszcza że sakralny charakter tych tekstów powstrzymywał przed uwspółcześnianiem.
Grupa tekstów z X–XI w., w których zachowane są cechy klasycznego języka Cyryla i Metodego określana jest kanonem języka staro-cerkiewno-słowiańskiego. Decydującym kryterium zaliczenia do kanonu nie jest wiek tych tekstów a wybrane kryteria językowe, głównie fonetyczne.
Aby dany zabytek mógł być zaliczony do kanonu scs., powinien on konsekwentnie zachowywać następujące cechy klasycznego języka staro-cerkiewno-słowiańskiego:
- samogłoski nosowe ę, ǫ, np. pętь (pięć), rǫka (ręka)
- samogłoska jać (ě), np. město (miejsce)
- grupy ra, la między samogłoskami i w nagłosie będące rezultatem przestawki w miejscu pierwotnych *or, *ol, np. blato (błoto), ralo (radło), lakъtь (łokieć)
- grupy spółgłoskowe št, žd[53][52] w miejscu pierwotnych *tj, *dj, *kt’ (*gt’) [52], np. svěšta (świeca), mežda (miedza)[53].

Większość tekstów kanonu była zapisana głagolicą, a mniej liczne odpisy – cyrylicą. Do zabytków głagolickich należy: Kodeks Zografski, Kodeks Mariański, Kodeks Assemaniego, Psałterz Synajski, Modlitewnik Synajski, Fragmenty Cloza, Mszał Kijowski. Do zabytków cyrylickich należy: Kodeks Sawy, Kodeks Supraski oraz Apostoł Eniński.
Poza wyżej wymienionymi istnieje jeszcze kilka innych klasycznych fragmentów głagolickich i cyrylickich, o mniejszym znaczeniu. Jeszcze inne zabytki, np. Ewangeliarz Ostromira, nie należą do kanonu, ponieważ nie wykazują cech klasycznych, natomiast mają zabarwienie dialektyczne. Zalicza się je do odpowiednich redakcji (typów) języka cerkiewnosłowiańskiego.
Teksty w języku scs. dotyczyły przede wszystkim religii i liturgii, większość z nich to tłumaczenia z greckich oryginałów, rzadziej łacińskich. O ile w pierwotne teksty wykazywały stosunkowo mały zakres obcych wpływów, w miarę powstawania kolejnych odpisów coraz bardziej zwiększały się wpływy greckie. Oprócz przekładów w najstarszym okresie powstawały pierwsze zapisy oryginalnych tekstów słowiańskich jak Legenda panońska (Żywot św. Metodego) czy rozprawy Mnicha Chrabra.
| Źródło                                                                     | Tekst w cyrylicy | Tekst w głagolicy |
| -------------------------------------------------------------------------- | --- | --- |
| Kodeks Zografski                                                           | • Ѡ҃че нашь • ῾іже еси на небесехъ • да с҃титъ сѧ ῾імѧ твое • да придетъ ц҃рствие твое • да бѫдетъ вољѣ твоѣ • ѣко на н҃си і на ӡемљи •        | • Ⱉ҃ⱍⰵ ⱀⰰⱎⱐ • ῾ⰺⰶⰵ ⰵⱄⰻ ⱀⰰ ⱀⰵⰱⰵⱄⰵⱈⱏ • ⰴⰰ ⱄ҃ⱅⰻⱅⱏ ⱄⱔ ῾ⰺⰿⱔ ⱅⰲⱁⰵ • ⰴⰰ ⱂⱃⰻⰴⰵⱅⱏ ⱌ҃ⱃⱄⱅⰲⰻⰵ ⱅⰲⱁⰵ • ⰴⰰ ⰱⱘⰴⰵⱅⱏ ⰲⱁⰾ҄ⱑ ⱅⰲⱁⱑ • ⱑⰽⱁ ⱀⰰ ⱀ҃ⱄⰻ ⰺ ⱀⰰ ⰸⰵⰿⰾ҄ⰻ •        |
| Kodeks Mariański                                                           | •῾Ѡтьче нашъ иже си на н҃бсхъ да с҃вт сѧ имѧ твое • да придетъ цс҃рествие твое • да бодетъ волѣ твоѣ • ѣко на н҃бсии на земи •                 | •῾Ⱉⱅⱐⱍⰵ ⱀⰰⱎⱏ ⰻⰶⰵ ⱄⰻ ⱀⰰ ⱀ҃ⰱⱄⱈⱏ ⰴⰰ ⱄ҃ⰲⱅ ⱄⱔ ⰻⰿⱔ ⱅⰲⱁⰵ • ⰴⰰ ⱂⱃⰻⰴⰵⱅⱏ ⱌⱄ҃ⱃⰵⱄⱅⰲⰻⰵ ⱅⰲⱁⰵ • ⰴⰰ ⰱⱁⰴⰵⱅⱏ ⰲⱁⰾⱑ ⱅⰲⱁⱑ • ⱑⰽⱁ ⱀⰰ ⱀ҃ⰱⱄⰻⰻ ⱀⰰ ⰸⰵⰿⰻ •                 |
| Kodeks Assemaniego                                                         | •᾽̄Ѡ҃че нашъ і̄же е̄сі на н҃бсі • Да с҃тітъ сѧ ӣмѧ твое̄ • да прідетъ ц҃рство тво҃е̄ • да бѫдет волѣ твоѣ • [ѣ]ко на н҃бсі ӣ на ӡемі •                | • ᾽̄Ⱉ҃ⱍⰵ ⱀⰰⱎⱏ ⰺ̄ⰶⰵ ⰵ̄ⱄⰹ ⱀⰰ ⱀ҃ⰱⱄⰹ • ⰴⰰ ⱄ҃ⱅⰹⱅⱏ ⱄⱔ ⰻ̄ⰿⱔ ⱅⰲⱁⰵ̄ • ⰴⰰ ⱂⱃⰹⰴⰵⱅⱏ ⱌ҃ⱃⱄⱅⰲⱁ ⱅⰲⱁ҃ⰵ̄ • ⰴⰰ ⰱⱘⰴⰵⱅ ⰲⱁⰾⱑ ⱅⰲⱁⱑ • [ⱑ]ⰽⱁ ⱀⰰ ⱀ҃ⰱⱄⰹ ⰻ̄ ⱀⰰ ⰸⰵⰿⰹ •               |
| Wersja z transkrypcją tekstu zografskiego na ortografię polską (bez tyteł) | Otcze naszĭ, iże jesi na nebesechŭ, da swętitŭ sę imę twoje, da prijdetŭ crĭstwie twoje, da bądetŭ wolia twoja, jako na nebesi i na zemli. | Otcze naszĭ, iże jesi na nebesechŭ, da swętitŭ sę imę twoje, da prijdetŭ crĭstwie twoje, da bądetŭ wolia twoja, jako na nebesi i na zemli. |
| Piętnastowieczny tekst staropolski z Biblioteki Jagiellońskiej             | Oćcze nasz, jenże jeś na niebiesiech, oświęci się jimię twe, przydzi twe krolewstwo, bądź twa wola jako na niebie tako i na ziemi.         | Oćcze nasz, jenże jeś na niebiesiech, oświęci się jimię twe, przydzi twe krolewstwo, bądź twa wola jako na niebie tako i na ziemi.         |
| Wersja polska                                                              | | |
| Biblia warszawska                                                          | Ojcze nasz, któryś jest w niebie, święć się imię twoje, przyjdź Królestwo twoje, bądź wola twoja, jak w niebie, tak i na ziemi.            | Ojcze nasz, któryś jest w niebie, święć się imię twoje, przyjdź Królestwo twoje, bądź wola twoja, jak w niebie, tak i na ziemi.            |

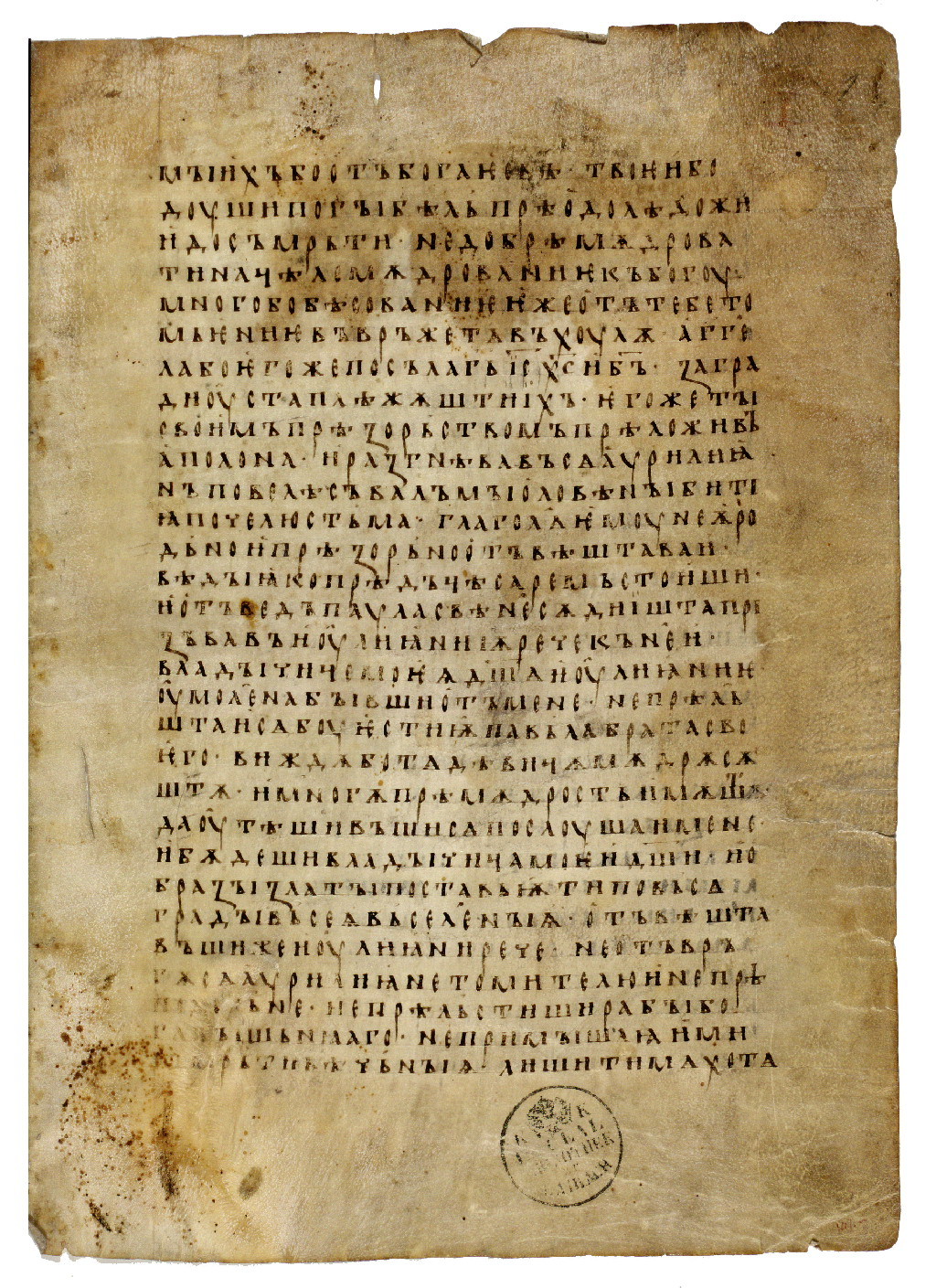
Pierwsza strona Kodeksu Supraskiego, przykładu zabytku cyrylickiego należącego do kanonu

W okresie wielkomorawskim ośrodkiem piśmiennictwa starosłowiańskiego były zapewne Mikulčice (centrum polityczne i duży ośrodek kultu religijnego) oraz Sady koło Starego Mĕsta (domniemana katedra Metodego); w Panonii był to Mosapurk. Po upadku misji wielkomorawskiej ośrodek piśmiennictwa przeniósł się na południe – powstała bułgarska szkoła w Presławiu i macedońska św. Klemensa w Ochrydzie. Ważną rolę odegrało skupisko około 25 klasztorów słowiańskich na Athos (Św. Góra). Do najsławniejszych należą bułgarski zografski, serbski chilandarski i ruski św. Pantelejmona. W XII w. rozwijały się ważne serbskie ośrodki piśmiennicze, a Kijów ze swoją Ławrą Peczerską stał się centrum piśmiennictwa staroruskiego.
Można zatem wyróżnić trzy podstawowe stadia rozwojowe języka staro-cerkiewno-słowiańskiego:
- pra-cerkiewno-słowiański – język oryginałów Cyryla i Metodego z lat 862–885, który nie jest bezpośrednio znany, ponieważ najstarsze zachowane teksty pochodzą z końca X w.[33] Te nieco późniejsze odpisy są na ogół wierne, choć w różnym stopniu, i pomagają w próbach rekonstrukcji pierwotnego stanu[4].
- staro-cerkiewno-słowiański – język tekstów tzw. kanonu staro-cerkiewno-słowiańskiego[33]
- cerkiewnosłowiański – język tekstów młodszych, gdzie widoczny jest wyraźny wpływ lokalnych języków. Lokalne odmiany języka cerkiewnosłowiańskiego (m.in. bułgarskie, macedońskie, serbskie, chorwackie, ruskie) nazywane są redakcjami (z łac. redigere → doprowadzać [do należytego stanu][33]; po ang. recension[2]). Termin ten może być jednak zwodniczy; nie chodzi tu o świadome redagowanie tekstu[33]. Czasami terminy język cerkiewnosłowiański i język staro-cerkiewno-słowiański są używane wymiennie[2].

Język cerkiewnosłowiański danej redakcji mógł z czasem nabierać tak dużo cech żywego lokalnego języka słowiańskiego, jednocześnie te języki mogły tak bardzo wzajemnie się przenikać, że czasami trudno jest jednoznacznie je rozróżnić. Przykładowo kwestią sporną jest, czy język Powieści minionych lat bazuje na języku cerkiewnosłowiańskim redakcji ruskiej, czy raczej należy go uznać za staroruski.
Analiza tekstów kanonu staro-cerkiewno-słowiańskiego obok rekonstruowania języka pra-cerkiewno-słowiańskiego i wcześniejszego prasłowiańskiego jest przedmiotem badań działu filologii słowiańskiej o nazwie paleoslawistyka.

## Zarys historii filologii staro-cerkiewno-słowiańskiej
Za narodziny filologii staro-cerkiewno-słowiańskiej jako dyscypliny naukowej powszechnie uznaje się publikację pracy Josefa Dobrovskiego Institutiones linguae slavicae dialecti veteris w 1822. W pierwszym okresie zajmowano się na równi pismami kanonu oraz tekstami młodszymi różnych redakcji (np. prace Aleksandra Wostokowa).
W 1858 Pavol Jozef Šafárik opublikował studium o początkach głagolicy, gdzie przedstawił wiele ważnych argumentów przemawiających za tym, że głagolica jest starsza od cyrylicy. Lexicon palaeoslovenico-graeco-latinum z 1862, pierwszy słownik języka scs. autorstwa Miklošicia, wykorzystywał teksty wszystkich redakcji, z 592 tekstów tylko 17 należało do grupy tych najstarszych. Był to okres odkrywania i publikowania staro-cerkiewno-słowiańskich tekstów. Do czasu pojawienia się wymienionych prac Šafárika i Miklošicia opublikowano tylko 4 ważne teksty kanonu scs. W 1871 August Leskien opublikował gramatykę języka scs. nowego typu, stanowiącą zapowiedź wielkich syntez filologicznych. W 1900 zostało wydane opracowanie gramatyki Václava Vondráka (Altkirchenslavische Grammatik). Ukazywały się kolejne syntezy filologiczne: Stiepana Kulbakina (1911), Vatroslav Jagicia (1913), Jana Łosia (1922), Nikolasa van Wijka (1931), Paula Dielsa (1932), André Vaillanta (1948), Nikołaja Trubieckoja (1954, wydana pośmiertnie).
W 1958 wyszedł pierwszy zeszyt Slovníka jazyka staroslověnského (ostatni, 52. w 1997). Powstały słowniki języka cerkiewnosłowiańskiego poszczególnych redakcji, wzrosło zainteresowanie działalnością Cyryla i Metodego. Pojawiały się nowe syntezy i zbiory tekstów źródłowych, m.in. Tadeusza Lehra-Spławińskiego.
Najstarszą publikacją o charakterze podręcznikowym wydaną w języku polskim dotyczącą języka scs. jest najprawdopodobniej Grammatyka języka starosławiańskiego iakiego Sławianie obrządek grecki wyznający w księgach swych cerkiewnych używają z 1837. W XX w. opracowania publikował: Jan Łoś (1903, 1922), Tadeusz Lehr-Spławiński (1922–1923), Henryk Ułaszyn (1928), Stanisław Słoński (1950). W 1959 opublikowano uzupełnione wydanie przedwojennego podręcznika Lehra-Spławińskiego, w którym dodano obszerne opracowanie składni autorstwa Czesława Bartuli. Kolejne podręcznikowe opracowania tworzyli m.in. Tadeusz Brajerski (1964), Janusz Strutyński (1974), Józefa Kobylińska (1975). Bardzo dobrze przyjęta w slawistycznym środowisku naukowym została książka Podstawowe wiadomości z gramatyki staro-cerkiewno-słowiańskiej na tle porównawczym Czesława Bartuli z 1981. Kolejną popularną publikacją był Wstęp do filologii słowiańskiej Leszka Moszyńskiego (1984). Nowszymi podręcznikami są te autorstwa Haliny Karaś (1994) oraz Teresy Friedelówny i Czesława Łapicza (1997).
Studiowanie języka staro-cerkiewno-słowiańskiego pomaga w odtworzeniu różnych zjawisk w rozwoju języków słowiańskich. Język ten obrazuje stan języka prasłowiańskiego w okresie jego rozpadu, jego znajomość pozwala określić, jakie cechy we współczesnych językach słowiańskich zostały odziedziczone z prasłowiańszczyzny, a tym samym poznać ich historię. W związku z tym jest on nauczany na slawistycznych studiach filologicznych. Jest istotny w pogłębionym poznaniu zwłaszcza tych języków, na których wywarł szczególnie duży wpływ jako cerkiewnosłowiański (kontynuant). Oprócz badań historyczno-porównawczych jego nauka pozwala także prześledzić kształtowanie się kultury narodów słowiańskich w ogóle.

## Obecność misji cyrylo-metodiańskiej na terenie Polski
Kwestia obecności misji cyrylo-metodiańskiej, a przez to języka scs. i liturgii słowiańskiej na ziemiach polskich w średniowieczu jest przedmiotem sporów. Podstawowym źródłem informacji jest Żywot Metodego datowany na 885, w którym znajduje się dość wieloznaczna wzmianka o wysłaniu przez arcybiskupa morawskiego poselstwa do księcia Wiślan. Książę miał być zachęcany do dobrowolnego ochrzczenia się zanim będzie do tego zmuszony w niewoli, na obcej ziemi.
Zwolennikami uznania prawdziwości informacji podanych w tym fragmencie Żywota Metodego, a więc teorii o obecności misji morawskiej na terenie państwa Wiślan byli m.in. Karolina Lanckorońska, Zbigniew Dobrzyński (w pracy Obrządek słowiański w dawnej Polsce) oraz Tadeusz Milewski, który przedstawiał także argumenty filologiczne. Związane były one m.in. z wyraźnie greckim rodowodem form pewnych imion czy z cerkiewizmami w Bogurodzicy – najstarszej polskiej pieśni religijnej, i jej związkami z hymnografią bizantyjską. Wśród badaczy zagranicznych teorię tę popierał m.in. Bohuslav Havránek.
Gerard Labuda uważał, że badacze powołujący się na fragment Żywota Metodego i wnioskujący z niego o obecności obrządku słowiańskiego w okresie przedpiastowskim na terenach polskich popełniają nadinterpretację. Jeszcze bardziej jednoznacznie wypowiadał się Tadeusz Lehr-Spławiński, uznając, że doszukiwanie się tradycji cyrylo-metodiańskiej na ziemiach polskich w okresie przed chrztem Mieszka czy zwalczania jej przez obrządek łaciński nie ma, jak dotąd, realnych podstaw. Polemizował też z Havránkiem – uważał, że nie ma wśród polskich cerkiewizmów o typie terminów religijno-kościelnych takich, które nie byłyby znane i używane w języku staroczeskim. Twierdził, że dopiero gdyby przyszły one bezpośrednio z języka scs., bez pośrednictwa czeszczyzny, można by wtedy móc wnioskować, że scs. był używany jeszcze przed chrystianizacją za Mieszka I.
Z prac Marii Karpluk wynika, że wśród staropolskich terminów związanych z religią i kościołem pewną część stanowią cerkiewizmy, ale głównie te zapożyczone za pośrednictwem języka czeskiego. Według niej pośredni wpływ języka staro-cerkiewno-słowiańskiego na polszczyznę (za pośrednictwem języka czeskiego) jest oczywistością, natomiast kwestia obecności obrządku cyrylo-metodiańskiego w Polsce (a przez to bezpośredni wpływ scs.) pozostaje hipotezą. Jest mało prawdopodobne, by w przyszłości pojawiły się argumenty i dowody ostatecznie potwierdzające jedną z wersji, zwłaszcza w obliczu braku polskich tekstów ciągłych aż do połowy XIV w.
Większość cerkiewizmów w polszczyźnie to, zdaniem Janusza Siatkowskiego, kalki z języka greckiego, ale były również kalki z łaciny oraz twory rodzime.

## Zarys gramatyki języka staro-cerkiewno-słowiańskiego
Opis gramatyki języka staro-cerkiewno-słowiańskiego jest właściwie uogólnionym opisem języka kilku zachowanych manuskryptów należących do kanonu na podstawie wybranych kryteriów. Zakłada się, że rozbieżności w tych tekstach wynikają z późniejszych modyfikacji pierwotnie jednolitego języka Cyryla i Metodego oraz ich uczniów.

### Fonetyka
Przyjmuje się, że w języku scs., podobnie jak w końcowej fazie rozwojowej języka prasłowiańskiego, występowało 11 fonemów samogłoskowych. Ze względu na poziomy ruch języka dzieli się je na przednie i tylne. Samogłoski przednie (i, e, ę, ь, ě) powodowały zmiękczenie (spalatalizowanie) w większym lub mniejszym stopniu poprzedzających spółgłosek. Samogłoski tylne (y, u, o, ǫ, ъ, a) nie miały wpływu na wymowę poprzedzających spółgłosek.
| Pionowa pozycja języka | Pozioma pozycja języka | Pozioma pozycja języka |
| Pionowa pozycja języka | Przednie               | Tylne                  |
| ---------------------- | ---------------------- | ---------------------- |
| Wysokie                | i                      | y, u                   |
| Średnie                | e, ę, ь                | o, ǫ, ъ                |
| Niskie                 | ě                      | a                      |

Dokładne określenie wymowy samogłosek w języku scs. nie jest możliwe. Prawdopodobnie głoski a, o, u, i, ǫ były wymawiane mniej więcej tak samo jak odpowiedniki polskie. Artykulacja e, ę była nieco wyższa od polskich e, ę. Samogłoska y miała brzmienie dyftongiczne ui, yi, bądź podobne do rosyjskiego y. Samogłoska ě była prawdopodobnie wymawiana jako dźwięk pośredni między e i a (/æ/) lub dyftong ia  (‘a, tj. a po spółgłosce miękkiej).
W głagolicy występowała jedna litera Ⱑ, którą w cyrylicy oddawano dwoma znakami: Ѣ (ě) i Ꙗ (‘a, ja). Sugeruje to, że te dźwięki – ě i ‘a – były na tyle bliskie, że w głagolicy nie widziano potrzeby tworzenia osobnych liter. Tezę tę wspiera fakt, że w niektórych zabytkach cyrylickich mieszano te dwie litery, a w literackim języku bułgarskim oraz pewnych dialektach bułgarskich i macedońskich dawne ě w określonych pozycjach wymawia się jako ‘a. W praktyce dydaktycznej ě czyta się jako e silnie zmiękczające poprzednią spółgłoskę, niczym e poprzedzone jotą (je).
Nie ma pewnych danych co do iloczasu w języku scs. Przyjmuje się, że system iloczasowy był taki sam jak w końcowej fazie rozwojowej języka prasłowiańskiego. Mianowicie samogłoski a, ě, i, y, u, ǫ, ę oraz sonanty r̥, l̥ były głoskami długimi, samogłoski e, o były zasadniczo krótkie, ale w pewnych warunkach mogły ulec wzdłużeniu, natomiast jery (w okresie, kiedy jeszcze w ogóle funkcjonowały) były jeszcze krótsze od krótkich (stąd nazywane są samogłoskami półkrótkimi, zredukowanymi bądź półsamogłoskami). W zabytkach języka scs. często opuszczano jery w tzw. pozycji słabej, natomiast w mocnej zastępowano pełnymi samogłoskami (ь > e ; ъ > o). Świadczy to o tym, że w momencie kopiowania tych tekstów jery słabe już zanikły (nie wymawiano ich), a jery mocne zwokalizowały się.
Istotną cechą języka scs. jest obecność dwóch samogłosek nosowych ę i ǫ. Występowały na końcu wyrazów i wewnątrz przed spółgłoskami. Do czasów współczesnych wśród języków słowiańskich nosówki zachowały się niemal jedynie w języku polskim. W funkcji samogłosek występowały też spółgłoski sonorne r, l, r’, l’ – mogły stanowić ośrodek sylaby (natomiast w innych wyrazach mogły pełnić funkcję spółgłoskową). Wyróżniano sonanty tylne (twarde) oznaczane r̥, l̥ (a w cyrylicy: ръ, лъ) oraz sonanty przednie (zmiękczające) oznaczane r̥’, l̥’ (w cyrylicy: рь, ль).
Spółgłoski k, g, x były wyłącznie twarde – nie miały zmiękczonych odpowiedników. Spółgłoski f początkowo nie było w językach słowiańskich, a w scs. pojawiała się wyłącznie w wyrazach obcego pochodzenia.
Z doby prasłowiańskiej zostało odziedziczone prawo sylaby otwartej funkcjonujące jeszcze w klasycznym okresie języka scs., ale z czasem w wyniku różnych przeobrażeń, zwłaszcza w związku z zanikiem i wokalizacją jerów, zostało ono zniesione.
Rozwój nagłosowych grup *orT-, *olT- oraz śródgłosowych *TorT, *TolT, *TerT, *TelT (gdzie T oznacza dowolną spółgłoskę) w związku z przestawką (metatezą) odbywał się w sposób typowy dla języków południowosłowiańskich: orT > raT; olT > laT; TorT > TraT; TolT > TlaT; TerT > TrěT; TelT > TlěT. Przestawce tej towarzyszyło wzdłużenie o w ō, co dało ostatecznie a, oraz wzdłużenie e w ē, co dało ostatecznie ě.
Ważną i charakterystyczną dla scs. cechą jest występowanie zbitek št, žd w miejscu prasłowiańskich odpowiednio *tj i *dj (w języku polskim występuje tam odpowiednio c i dz, w rosyjskim č  i ž). Porównaj ps. *vidjǫ, scs. viždǫ, pol. widzę, ros. вижу (vižu). Takie same grupy spółgłoskowe jak scs. zachował współczesny język bułgarski. Grupa kt pochodząca z dawnej grupy *kt lub *gt (gdzie g się ubezdźwięczniło) pod wpływem następujących po niej samogłosek przednich uległa zmiękczeniu, a następnie w języku scs. i bułgarskim przeszła w št. Porównaj: ps. *moktь ≤ *mogtь, scs. moštь, pol. moc, ros. мочь (moč).
Akcent w języku scs., podobnie jak w prasłowiańskim, był swobodny i ruchomy (jak we współczesnym rosyjskim i bułgarskim). Przyjmuje się, że przynajmniej w najstarszym okresie w sylabach występowały różnice intonacyjne – akcent toniczny. Ton sylaby mógł się wznosić (wówczas mowa o intonacji akutowej) lub opadać (intonacja cyrkumfleksowa). Podobną akcentuację (choć nieco zmodyfikowaną) mają współcześnie języki serbsko-chorwacki i słoweński.

### Fleksja imienna
Fleksja języka staro-cerkiewno-słowiańskiego zachowała archaiczny charakter, i mimo że dokonały się w niej pewne zmiany charakterystyczne dla grupy języków południowosłowiańskich, to jednak nadal była bliska językowi prasłowiańskiemu. Istniało 7 przypadków gramatycznych, trzy rodzaje gramatyczne (jak w polskim) oraz trzy liczby – pojedyncza (singularis), mnoga (pluralis) oraz podwójna (dualis, dziś zachowana jedynie w słoweńskim i obu językach łużyckich).

#### Rzeczownik

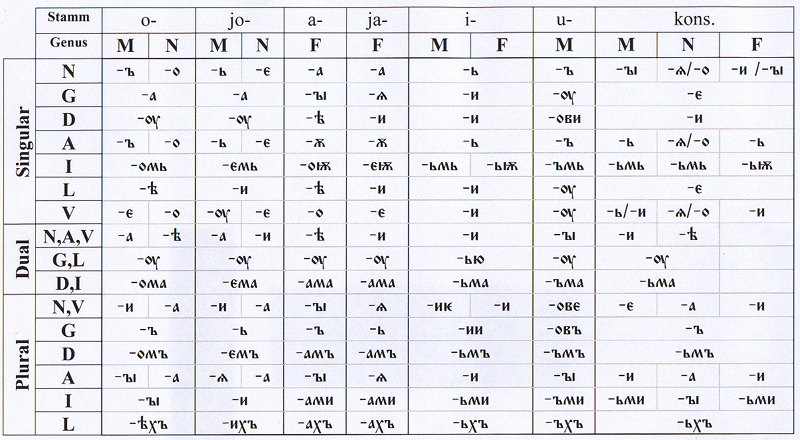
Końcówki w deklinacji rzeczowników w języku scs. (zapis wczesną cyrylicą)

Podział typów deklinacji rzeczowników w scs. oparty jest na dawnych prasłowiańskich i praindoeuropejskich tematach. Z biegiem czasu we wszystkich językach słowiańskich system deklinacyjny uległ uproszczeniu, a nadrzędnym kryterium podziału stał się rodzaj gramatyczny – w scs. takiego podziału jeszcze nie ma. Tematy właściwie wszystkich rzeczowników kończyły się na spółgłoskę. Tymczasem podział odmiany bazował na dawnych, nieistniejących już w scs. tematach, które zresztą w większości kończyły się na samogłoski.
Można wyróżnić następujące typy deklinacji w scs.:
- deklinacja I – rzeczowniki rodzaju męskiego i nijakiego z dawnym tematem –o- (typ twardy) lub –io- (typ miękki)
- deklinacja II – należy tu zaledwie kilka rzeczowników r. męskiego o dawnym temacie –u-.
- deklinacja III – rzeczowniki w większości r. żeńskiego (częściowo męskiego) z dawnym tematem –a- (typ twardy) lub –ia- (typ miękki)
- deklinacja IV – rzeczowniki r. żeńskiego i męskiego o dawnym temacie –i-
- deklinacja V – rzeczowniki wszystkich rodzajów o dawnym temacie spółgłoskowym[88].

| przypadek   | twardotematowy, r. męski | twardotematowy, r. męski | twardotematowy, r. męski | miękkotematowy, r. nijaki | miękkotematowy, r. nijaki | miękkotematowy, r. nijaki |
| przypadek   | l. poj.                  | l. mn.                   | dualis                   | l. poj.                   | l. mn.                    | dualis                    |
| ----------- | ------------------------ | ------------------------ | ------------------------ | ------------------------- | ------------------------- | ------------------------- |
| mianownik   | duxъ                     | dusi                     | duxa                     | lože                      | loža                      | loži                      |
| dopełniacz  | duxa                     | duxъ                     | duxu                     | loža                      | ložъ                      | ložu                      |
| celownik    | duxu                     | duxomъ                   | duxoma                   | ložu                      | ložemъ                    | ložema                    |
| biernik     | duxъ                     | duxy                     | duxa                     | lože                      | loža                      | loži                      |
| narzędnik   | duxomъ                   | duxy                     | duxoma                   | ložemъ                    | loži                      | ložema                    |
| miejscownik | dusě                     | dusěxъ                   | duxu                     | loži                      | ložixъ                    | ložu                      |
| wołacz      | duše                     | dusi                     | duxa                     | lože                      | loža                      | loži                      |

| przypadek   | twardotematowy | twardotematowy | twardotematowy | miękkotematowy | miękkotematowy | miękkotematowy |
| przypadek   | l. poj.        | l. mn.         | dualis         | l. poj.        | l. mn.         | dualis         |
| ----------- | -------------- | -------------- | -------------- | -------------- | -------------- | -------------- |
| mianownik   | rǫka           | rǫky           | rǫcě           | duša           | dušę           | duši           |
| dopełniacz  | rǫky           | rǫkъ           | rǫku           | dušę           | dušь           | dušu           |
| celownik    | rǫcě           | rǫkamъ         | rǫkama         | duši           | dušamъ         | dušama         |
| biernik     | rǫkǫ           | rǫky           | rǫcě           | dušǫ           | dušę           | duši           |
| narzędnik   | rǫkojǫ         | rǫkami         | rǫkama         | dušejǫ         | dušami         | dušama         |
| miejscownik | rǫcě           | rǫkaxъ         | rǫku           | duši           | dušaxъ         | dušu           |
| wołacz      | rǫko           | rǫky           | rǫcě           | duše           | dušę           | duši           |

#### Zaimki
Można wyróżnić dwie odmiany zaimków w języku scs. – zaimki nierodzajowe (jednorodzajowe), które mają jedną formę dla wszystkich trzech rodzajów gramatycznych oraz zaimki rodzajowe, z osobnymi formami dla rodzaju męskiego, żeńskiego i nijakiego. Do zaimków nierodzajowych należą zaimki osobowe 1. i 2. osoby: azъ (ja), ty, my, vy, zaimek zwrotny oraz zaimki pytajne kъto, čьto. Do zaimków rodzajowych należą:
- zaimki wskazujące, np. sъ – si – se (ten [tu]); ovъ – ova – ovo (ten, ów); tъ – ta – to (ten, tamten, ów)
  - zaimek anaforyczny: jь – ja – je (on – ono – ona)
- zaimki pytajne, np. kyjь – kaja – koje (jaki), kolikъ – kolika – koliko (jak wielki)
- zaimki dzierżawcze: mojь, tvojь, swojь, našь, vašь
- zaimki nieokreślone, np. vьsь – vьsja – vьse (wszystek), nikyjь – nikaja – nikoje (jakiś)
- zaimki względne, np. jakъ – jaka – jako (jaki)[94].

|                   | Zaimki osobowe    | Zaimki osobowe | Zaimki osobowe | Zaimki osobowe  | Zaimki osobowe  | Zaimki osobowe | Zaimek zwrotny | Zaimki pytajne | Zaimki pytajne       |
| liczba pojedyncza | liczba pojedyncza | liczba mnoga   | liczba mnoga   | liczba podwójna | liczba podwójna |                | Zaimek zwrotny | Zaimki pytajne | Zaimki pytajne       |
| ----------------- | ----------------- | -------------- | -------------- | --------------- | --------------- | -------------- | -------------- | -------------- | -------------------- |
| M                 | azъ               | ty             | my             | vy              | vě              | va             | –              | kъto           | čьto                 |
| D                 | mene              | tebe           | nasъ           | vasъ            | naju            | vaju           | sebe           | kogo           | čьso, česo, čego     |
| C                 | mъně, mьně, mi    | tebě, ti       | namъ           | vamъ            | nama            | vama           | sebě, si       | komu           | čьsomu, česomu, čemu |
| B                 | mene, mę          | tebe, tę       | nasъ, ny       | vasъ, vy        | na              | va             | sebe, sę       | kogo           | čьto                 |
| N                 | mъnojǫ            | tobojǫ         | nami           | vami            | nama            | vama           | sobojǫ         | cěmь           | čimь                 |
| Ms                | mъně, mьně        | tebě           | nasъ           | vasъ            | naju            | vaju           | sebě           | komь           | čemь                 |

Formy mi, ti, si, mę, tę, sę, ny, vy to formy krótsze, enklityczne, łączące się w całość akcentuacyjną z poprzedzającym wyrazem.
|    | liczba pojedyncza | liczba pojedyncza | liczba pojedyncza | liczba mnoga | liczba mnoga | liczba mnoga | liczba podwójna | liczba podwójna | liczba podwójna |
|    | r. męski          | r. nijaki         | r. żeński         | r. męski     | r. nijaki    | r. żeński    | r. męski        | r. nijaki       | r. żeński       |
| -- | ----------------- | ----------------- | ----------------- | ------------ | ------------ | ------------ | --------------- | --------------- | --------------- |
| M  | tъ                | to                | ta                | ti           | ta           | ty           | ta              | tě              | tě              |
| D  | togo              | togo              | toję              | těxъ         | těxъ         | těxъ         | toju            | toju            | toju            |
| C  | tomu              | tomu              | toji              | těmъ         | těmъ         | těmъ         | těma            | těma            | těma            |
| B  | tъ                | to                | tǫ                | ty           | ta           | ty           | ta              | tě              | tě              |
| N  | těmь              | těmь              | tojǫ              | těmi         | těmi         | těmi         | těma            | těma            | těma            |
| Ms | tomь              | tomь              | toji              | těxъ         | těxъ         | těxъ         | toju            | toju            | toju            |

|    | liczba pojedyncza | liczba pojedyncza | liczba pojedyncza | liczba mnoga | liczba mnoga | liczba mnoga | liczba podwójna | liczba podwójna | liczba podwójna |
|    | r. męski          | r. nijaki         | r. żeński         | r. męski     | r. nijaki    | r. żeński    | r. męski        | r. nijaki       | r. żeński       |
| -- | ----------------- | ----------------- | ----------------- | ------------ | ------------ | ------------ | --------------- | --------------- | --------------- |
| M  | оnъ (*jь)         | ono (*je)         | ona (*ja)         | oni (*ji)    | ona (*ja)    | ony (*ję)    | ona (*ja)       | oně (*ji)       | oně (*ji)       |
| D  | jego              | jego              | jeję              | jixъ         | jixъ         | jixъ         | jeju            | jeju            | jeju            |
| C  | jemu              | jemu              | jeji              | jimъ         | jimъ         | jimъ         | jima            | jima            | jima            |
| B  | jь (*ji)          | je                | jǫ                | ję           | ja           | ję           | ja              | ji              | ji              |
| N  | jimь              | jimь              | jejǫ              | jimi         | jimi         | jimi         | jima            | jima            | jima            |
| Ms | jemь              | jemь              | jeji              | jixъ         | jixъ         | jixъ         | jeju            | jeju            | jeju            |

Zaimek anaforyczny *jь, *ja, *je oznaczał on, ona, ono. Jednak forma mianownika wszystkich trzech rodzajów tego zaimka nie zachowała się ani w scs., ani w innych językach słowiańskich. Została ona zastąpiona przez zaimek wskazujący оnъ, ona, ono (tamten).

#### Przymiotnik
Podobnie jak inne języki słowiańskie, język scs. odziedziczył po prasłowiańskim dwa typy odmiany przymiotników – prostą i złożoną.
Odmiana prosta (alternatywne nazwy: niezłożona, rzeczownikowa) była taka sama jak odmiana rzeczowników deklinacji I (dla rodzaju męskiego i nijakiego) oraz deklinacji III (dla rodzaju żeńskiego), podobnie też występował podział na odmianę twardo– i miękkotematową. Używana była w funkcji orzecznikowej (i w tej roli głównie w formie mianownikowej, np. mǫžь jestъ starъ → mężczyzna jest stary oraz w funkcji przydawkowej, kiedy przymiotnik określał przedmiot (osobę, rzecz) tylko ogólnie, był on bliżej nieznany lub pojawiał się w wypowiedzi po raz pierwszy (np. mlada žena → młoda kobieta).
Odmiana złożona (zaimkowa) była połączeniem formy przymiotnika w odmianie prostej z odpowiednimi formami zaimka anaforycznego *jь, *ja, *je. Używana była z reguły w funkcji przydawkowej, kiedy przymiotnik określał przedmiot znany lub bliżej określony (np. starъ jь mǫžь → ten stary mężczyzna; mlada ja žena → ta młoda kobieta). Zaimek ten pełnił tu rolę podobną do przedimka (rodzajnika) jak angielskie the, niemieckie der, die, das, czy francuskie le, la. Stał on jednak w postpozycji (tj. po przymiotniku, a nie przed). Z czasem odmiana złożona przymiotnika traciła cechy zestawienia, a nabierała charakteru zrostu. Dokonywały się upraszczające zmiany o charakterze morfologicznym i fonetycznym. Był to proces długi i złożony, przez co w zabytkach języka scs. można znaleźć formy starsze i nowsze.
| Odmiana prosta (rzeczownikowa) | Odmiana prosta (rzeczownikowa) | Odmiana prosta (rzeczownikowa) | Odmiana prosta (rzeczownikowa) | Odmiana prosta (rzeczownikowa) | Odmiana prosta (rzeczownikowa) | Odmiana prosta (rzeczownikowa) | Odmiana prosta (rzeczownikowa) | Odmiana prosta (rzeczownikowa) | Odmiana prosta (rzeczownikowa) |
|                                | liczba pojedyncza              | liczba pojedyncza              | liczba pojedyncza              | liczba mnoga                   | liczba mnoga                   | liczba mnoga                   | liczba podwójna                | liczba podwójna                | liczba podwójna                |
| r. męski                       | r. nijaki                      | r. żeński                      | r. męski                       | r. nijaki                      | r. żeński                      | r. męski                       | r. nijaki                      | r. żeński                      |                                |
| ------------------------------ | ------------------------------ | ------------------------------ | ------------------------------ | ------------------------------ | ------------------------------ | ------------------------------ | ------------------------------ | ------------------------------ | ------------------------------ |
| M                              | dobrъ                          | dobro                          | dobra                          | dobri                          | dobra                          | dobry                          | dobra                          | dobrě                          | dobrě                          |
| D                              | dobra                          | dobra                          | dobry                          | dobrъ                          | dobrъ                          | dobrъ                          | dobru                          | dobru                          | dobru                          |
| C                              | dobru                          | dobru                          | dobrě                          | dobromъ                        | dobromъ                        | dobramъ                        | dobroma                        | dobroma                        | dobrama                        |
| B                              | dobrъ                          | dobro                          | dobrǫ                          | dobry                          | dobra                          | dobry                          | dobra                          | dobrě                          | dobrě                          |
| N                              | dobromь                        | dobromь                        | dobrojǫ                        | dobry                          | dobry                          | dobrami                        | dobroma                        | dobroma                        | dobrama                        |
| Ms                             | dobrě                          | dobrě                          | dobrě                          | dobrěxъ                        | dobrěxъ                        | dobraxъ                        | dobru                          | dobru                          | dobru                          |
| V                              | dobrъ                          | dobro                          | dobra                          | dobri                          | dobra                          | dobry                          | dobra                          | dobrě                          | dobrě                          |
| Odmiana złożona (zaimkowa)     |                                |                                |                                |                                |                                |                                |                                |                                |                                |
|                                | liczba pojedyncza              | liczba pojedyncza              | liczba pojedyncza              | liczba mnoga                   | liczba mnoga                   | liczba mnoga                   | liczba podwójna                | liczba podwójna                | liczba podwójna                |
| r. męski                       | r. nijaki                      | r. żeński                      | r. męski                       | r. nijaki                      | r. żeński                      | r. męski                       | r. nijaki                      | r. żeński                      |                                |
| M                              | dobrъjь                        | dobroje                        | dobraja                        | dobriji                        | dobraja                        | dobryję                        | dobraja                        | dobrěji                        | dobrěji                        |
| D                              | dobrajego                      | dobrajego                      | dobryję                        | dobryjixъ                      | dobryjixъ                      | dobryjixъ                      | dobruju                        | dobruju                        | dobruju                        |
| C                              | dobrujemu                      | dobrujemu                      | dobrěji                        | dobryjimъ                      | dobryjimъ                      | dobryjimъ                      | dobryjima                      | dobryjima                      | dobryjima                      |
| B                              | dobrъjь                        | dobroje                        | dobrǫjǫ                        | dobryję                        | dobraja                        | dobryję                        | dobraja                        | dobrěji                        | dobrěji                        |
| N                              | dobryjimь                      | dobryjimь                      | dobrǫjǫ                        | dobryjimi                      | dobryjimi                      | dobryjimi                      | dobryjima                      | dobryjima                      | dobryjima                      |
| Ms                             | dobrějemь                      | dobrějemь                      | dobrěji                        | dobryjixъ                      | dobryjixъ                      | dobryjixъ                      | dobruju                        | dobruju                        | dobruju                        |
| V                              | dobrъjь                        | dobroje                        | dobraja                        | dobriji                        | dobraja                        | dobryję                        | dobraja                        | dobrěji                        | dobrěji                        |

Stopień wyższy przymiotnika był tworzony na dwa sposoby. Według pierwszego sposobu przymiotniki miały do tematu dodawaną końcówkę –ii (–ij, –ijь, –ьjь) w rodzaju męskim, –ьje w nijakim i –ьši w żeńskim. W przypadkach zależnych występowała w temacie cząstka –ьš– (np. od przymiotnika junъ mianownik: juńii, juńьje, juńьši; dopełniacz: juńьša (rodzaj męski i nijaki), juńьšę (rodzaj żeński).
Według drugiego sposobu temat przybierał zakończenie –ěi, –ěj (–ějь) w rodzaju męskim, –ěje w nijakim  i –ějši (–ěiši –ějьši) w żeńskim. W przypadkach zależnych występowała cząstka –ějš– (–ěiš– –ějьš–), np. od przymiotnika novъ mianownik: nověi, nověje, nověiši; dopełniacz: nověiša, nověišę.
Niektóre przymiotniki miały stopień wyższy tworzony od innego tematu, np. zъlъ – gorii.
Końcówki fleksyjne odpowiadają miękkotematowej odmianie rzeczowników deklinacji I – dla rodzaju męskiego i nijakiego (z pewnym wyjątkiem) oraz miękkotematowej odmianie deklinacji III dla rodzaju żeńskiego. Jeżeli temat zakończony był na spółgłoskę tylnojęzykową (k, g, x), to zachodziła palatalizacja I, np. dragъ (drogi) – dražii (dražijь → droższy). Samogłoska ě po č, ž, š przechodziła w a.
Stopień najwyższy przymiotników także mógł być tworzony dwojako. Po pierwsze do formy przymiotnika w stopniu wyższym dodawany był prefiks nai– (naj–). Po drugie można było tworzyć konstrukcje z przymiotnikiem w stopniu wyższym oraz zaimkiem upowszechniającym vьsěxъ (tj. w dopełniaczu l. mn.), np. lučьši vьsěxъ (najlepszy). Podobne konstrukcje występują we współczesnym języku rosyjskim.

#### Liczebniki
Odmiana liczebnika jedinъ (–a, –o) była zgodna z odmianą zaimka twardotematowego tъ, ta, to. Podobnie odmienia się liczebnik dъva, ale jego odmiana ograniczona jest tylko do liczby podwójnej. Liczebnik trije odmienia się jak rzeczowniki deklinacji IV, a četyre – częściowo wg deklinacji V rzeczowników z tematem –r-, częściowo wg deklinacji IV. Zarówno trije, jak i četyre odmienia się tylko w liczbie mnogiej.
Liczebniki główne w zakresie 5–10 odmieniały się według deklinacji IV (tylko w odmianie 10 widoczne są ślady dawnej odmiany spółgłoskowej); oznaczały zbiorowe pojęcia i pełniły funkcje przydawki, łącząc się w związku rządu z rzeczownikami w formie dopełniacza liczby mnogiej, np. pętь xlěbъ (pięć chlebów).
Liczebniki 11–19 zarówno w prasłowiańskim, jak i w scs. tworzone były przez połączenie liczebnika oznaczającego jedności z nieodmiennym wyrażeniem przyimkowym na desęte, np. sъ dъvěma na desęte učenikoma (z dwunastoma uczniami). Liczebniki dziesiątkowe 20–90 konstruowane były przez połączenie 2–9 z odpowiednimi formami liczebnika desętь, np. trije desęti (30), pętь desętь (50). Jedności z dziesiątkami łączyło się spójnikiem i, np. dъva desęti i četyre (24). Liczebnik 100 (sъto) odmieniał się według o-tematowej deklinacji I rodzaju nijakiego, a 1000 – wg deklinacji III typu miękkiego.

### Czasownik
Fleksja czasownika, podobnie jak fleksja rzeczownika, zachowała w języku scs. archaiczny charakter i w wielu wypadkach jest odbiciem prasłowiańskich form czasownikowych. Można wyróżnić właściwe formy werbalne (czasownikowe osobowe), tj. czasy i tryby, oraz formy imienno-werbalne (nomina verbalia), tj. bezokolicznik, supinum i imiesłowy.
Czasowniki odmieniały się przez trzy osoby oraz trzy liczby (pojedynczą, mnogą i podwójną). Funkcjonowała strona czynna (activum) i bierna (passivum). W systemie czasów można wyróżnić:
- czasy proste
  - czas teraźniejszy (praesens)
  - czas przeszły niedokonany (imperfectum)
  - czas przeszły dokonany (aoryst)
- czasy złożone
  - czas przeszły złożony (praeteritum)
  - czas zaprzeszły (plusquamperfectum)
  - czas przyszły (futurum)[112].

Wśród trybów funkcjonował tryb oznajmujący (indicativus), rozkazujący (imperativus) i warunkowy (conditionalis).
Czasowniki cechował też aspekt. System aspektu czasowników w języku scs. pod względem morfologicznym można przyrównać do systemu aspektu we współczesnych językach słowiańskich. Jednak pod względem funkcjonalnym zdania badaczy są podzielone. Przykładowo Jaap Kamphuis (2016) proponuje podział na czasowniki dokonane, niedokonane i takie znajdujące się poza tą opozycją (anaspectual verbs). Istniał także pewien podział wśród czasowników niedokonanych na czasowniki wyrażające czynność trwałą (verba durativa, np. nesti → nieść) i wyrażające czynność częstotliwą (verba iterativa, np. nositi → nosić).
Istniało pięć imiesłowów:
- imiesłów czasu teraźniejszego czynny (participium praesentis activi)
- imiesłów czasu teraźniejszego bierny (participium praesentis passivi)
- imiesłów czasu przeszłego czynny I oraz II (participium praeteriti activi I/II)
- imiesłów czasu przeszłego bierny (participium praeteriti passivi).

Imiesłowy miały pełną fleksję (odmieniały się przez rodzaje, liczby i przypadki). Formami nieodmiennymi czasownika były natomiast bezokoliczniki i supinum.
Każdy czasownik miał dwa tematy:
- Temat czasu teraźniejszego (praesentis), syn. temat I –  tworzony był przez odcięcie końcówek osobowych w odmianie czasu teraźniejszego, najlepiej 2. os. l. poj.[116] (tj. końcówki –ši[114][k], np. nese-ši, bere-ši, sedi-ši[114]. Temat I był podstawą dla czasu teraźniejszego trybu oznajmującego, czynnego i biernego imiesłowu czasu teraźniejszego i trybu rozkazującego[113].
- Temat bezokolicznika (infinitivi), syn. temat II – tworzony był przez odcięcie końcówki bezokolicznika[116] (–ti), np. nes-ti, bьra-ti, sědě-ti[114]. Na tym temacie były oparte z reguły formy imperfectum, imiesłowów czasu przeszłego, supinum i aorystu[113].

#### Formy czasownika utworzone na podstawie tematu I

##### Czas teraźniejszy, tryb oznajmujący
W koniugacji stosuje się jako nadrzędny podział na podstawie tematu czasu teraźniejszego. Leskien wyróżnił pięć typów koniugacji, a w obrębie koniugacji zastosował podział na klasy bazujący na temacie bezokolicznika. W podziale zaproponowanym przez T. Lehra-Spławińskiego wyróżnia się 3 koniugacje: trzy pierwsze koniugacje z systemu leskienowskiego są tu traktowane jako jedna koniugacja I ze względu na obecność w ich temacie –e– (które może być poprzedzone –n– lub –j– bądź nie). W obrębie koniugacji stosuje się w tym systemie podział na klasy i grupy.
| Koniugacja I                                                                             | Koniugacja I          | Koniugacja I | Koniugacja I                                                 |
| ---------------------------------------------------------------------------------------- | --------------------- | --- | ------------------------------------------------------------ |
| temat I (praesentis) zakończony na e (lub oboczne o)                                     |                       | |                                                              |
| Przykłady w formie czasu teraźniejszego, 1. i 2. os. l. poj. – temat I                   | Klasa                 | Opis klasy | Te same przykłady w formie bezokolicznika – temat II         |
| nes-ǫ, nese-ši pas-ǫ, pase-ši                                                            | I                     | temat II (infinitivi) jest równy rdzeniowi, który może się kończyć na spółgłoskę lub samogłoskę                                     | nes-ti pas-ti                                                |
| ber-ǫ, bere-ši zov-ǫ, zove-ši                                                            | II                    | temat II kończy się na przyrostek -a- dodany do rdzenia                                                                             | bьra-ti zъva-ti                                              |
| Koniugacja II                                                                            |                       | |                                                              |
| temat I zakończony na ne (lub no)                                                        |                       | |                                                              |
| dvign-ǫ, dvigne-ši kosn-ǫ, kosne-ši                                                      | I                     | temat II kończy się na przyrostek -nǫ- dodany do rdzenia                                                                            | dvignǫ-ti kosnǫ-ti                                           |
| Koniugacja III                                                                           |                       | |                                                              |
| temat I zakończony na je lub e (albo jo lub o)                                           |                       | |                                                              |
| grěj-ǫ, grěje-ši mel'-ǫ, mel'e-ši                                                        | I                     | temat II jest równy rdzeniowi | grě-ti mlě-ti                                                |
| plakj-ǫ, plakje-ši piš-ǫ, piše-ši (*pisje-ši) daj-ǫ, daje-ši kupuj-ǫ, kupuje-ši          | II                    | temat II kończy się na przyrostek -a- dodany do rdzenia bezpośrednio lub do postaci rozszerzonej przez elementy -j-, -v-, -ov-, -ě- | plaka-ti pisa-ti daja-ti kupova-ti                           |
| Koniugacja IV                                                                            |                       | |                                                              |
| temat I zakończony na i                                                                  |                       | |                                                              |
| xval-ǫ, xvali-ši vož-ǫ, vozi-ši svěšt-ǫ (*světj-ǫ), světi-ši                             | I                     | temat II kończy się na przyrostek -i- dodany do rdzenia i w efekcie równy jest tematowi I                                           | xvali-ti vozi-ti světi-ti                                    |
| volǫ, voli-ši boj-ǫ sę, boji-ši sę vižd-ǫ (*vidj-ǫ), vidi-ši slyš-ǫ (*slyxj-ǫ), slyši-ši | II                    | temat II kończy się na -ě- albo a (≤ -ě- po j, č, š, ž)                                                                             | volě-ti boja-ti sę (*bojě-ti sę) viděti slyša-ti (*slyše-ti) |
| Koniugacja V                                                                             |                       | |                                                              |
| koniugacja atematyczna, brak charakterystycznej końcówki tematu I dla całej grupy        |                       | |                                                              |
| jesmь, jesi damь, dasi věmь, věsi                                                        | bez podziału na klasy | bez podziału na klasy | by-ti da-ti vědě-ti                                          |

| Koniugacja        | I    | II    | III           | IV       | V                |
| ----------------- | ---- | ----- | ------------- | -------- | ---------------- |
| liczba pojedyncza |      |       |               |          |                  |
| 1. os.            | -ǫ   | -nǫ   | -jǫ, -'ǫ      | -jǫ, -'ǫ | -mь              |
| 2. os.            | -eši | -neši | -ješi, -'eši  | -iši     | -si              |
| 3. os.            | -etъ | -netъ | -jetъ, -'etъ  | -itъ     | -tъ              |
| liczba mnoga      |      |       |               |          |                  |
| 1. os.            | -emъ | -nemъ | -jemъ, -'emъ  | -imъ     | -mъ              |
| 2. os.            | -ete | -nete | -jete, -'ete  | -ite     | -te              |
| 3. os.            | -ǫtъ | -nǫtъ | -jǫtъ, -'ǫtъ, | -ętъ     | -ętъ (ale: sǫtъ) |
| liczba podwójna   |      |       |               |          |                  |
| 1. os.            | -evě | -nevě | -jevě, -'evě  | -ivě     | -vě              |
| 2. os.            | -eta | -neta | -jeta, -'eta  | -ita     | -ta              |
| 3. os.            | -ete | -nete | -jete, -'ete  | -ite     | -te              |

##### Tryb rozkazujący
Formy trybu rozkazującego w języku scs. stanowią kontynuację prasłowiańskiego, i jeszcze wcześniej, praindoeuropejskiego trybu życzącego (optativus). Tworzony był od tematu czasu teraźniejszego i przyrostka –i–, który w pewnych okolicznościach mógł się wymieniać na –ě–. W 1 os. l. poj. oraz 3 os. liczby mn. i podwójnej występowały odpowiednie formy czasu teraźniejszego z partykułą da (niech).

##### Imiesłowy czasu teraźniejszego
Imiesłów czasu teraźniejszego czynny i bierny tworzone były na podstawie tematu czasu teraźniejszego. Dla imiesłowu czasu teraźniejszego czynnego charakterystycznym formantem był przyrostek –ǫšt–, –ęšt– występujący we wszystkich formach z wyjątkiem mianownika rodzaju męskiego i nijakiego. Polskim odpowiednikiem jest sufiks –ąc–. Imiesłów podlegał odmianie prostej (rzeczownikowej) lub złożonej (zaimkowej). Przykłady: nesy, nesǫšti (niosący, niosąca; ten który/ta która [teraz] niesie).
Imiesłów czasu teraźniejszego bierny tworzono od czasowników przechodnich. Do tematu I dodawany był sufiks z elementem –m– lub –om– oraz odpowiednie końcówki rodzajowe: w mianowniku l. poj. r. męskiego –ъ, żeńskiego –a i nijakiego –o. Przykład: nesomъ (niesiony; ten który [teraz] jest niesiony).

#### Formy czasownika utworzone na podstawie tematu II

##### Imperfectum
Czas przeszły niedokonany, tzw. imperfectum, w języku scs. jest kontynuacją tego czasu w języku prasłowiańskim, ale na podstawie badań gramatyki porównawczej można stwierdzić, że nie jest kontynuacją stanu języka praindoeuropejskiego. Tworzony był właściwie tylko od czasowników niedokonanych. W większości przypadków temat imperfectum bazował na temacie II (bezokolicznika), ale częściowo mógł nawiązywać do odpowiednio przekształconego tematu I.
Do tematów zakończonych na –a i –ě dodawano sufiks –ax– (np. bьraax–, sěděax–). Do pozostałych dodawano sufiks –ěax– (np. dvigněax–), a po jocie i spółgłoskach palatalnych sufiks ten przechodził w –aax– (np. možaax–, bojaax–).
Czasownik w imperfectum oznaczał czynność przeszłą niedokonaną. Do dziś imperfectum, w różny sposób zmodyfikowane morfologicznie i fonetycznie, zachował się w języku bułgarskim, macedońskim, serbsko-chorwackim i w językach łużyckich.
|       | l. poj. | l. mn. | dualis |
| ----- | ------- | ------ | ------ |
| 1 os. | -ъ      | -omъ   | -ově   |
| 2 os. | -e      | -ete   | -eta   |
| 3 os. | -e      | -ǫ     | -ete   |

##### Aorysty
Aoryst był czasem przeszłym prostym używanym do wyrażania czynności minionej, w pewnym momencie zakończonej, bez podkreślania jej trwania w czasie. W związku z tym tworzyły go częściej czasowniki dokonane niż niedokonane. Służył do przedstawiania ciągu wydarzeń, podczas gdy imperfectum wyrażał tło wydarzeń lub pozwalał zatrzymać się w narracji na danej czynności wykonywanej w określonym momencie. Prasłowiańskiemu aorystowi najbliższy jest aoryst w języku greckim, natomiast w łacinie pod względem funkcji często odpowiada mu perfectum. Język scs. miał trzy rodzaje aorystu – dwa starsze: aoryst asygmatyczny i sygmatyczny I oraz nowszy (późniejszy twór, choć powstały jeszcze w prasłowiańskim): aoryst sygmatyczny II.
Aoryst zachował się w języku bułgarskim, macedońskim, językach łużyckich i częściowo w serbsko-chorwackim. W języku polskim formy aorystu pomieszane z imperfectum spotykane były do XV w. Oba te przeszłe czasy proste zostały zastąpione przez formy czasu przeszłego złożonego.

###### Aoryst asygmatyczny (prosty)
Nazwa tego aorystu pochodzi od tego, że tworzony był bez elementu –s– (z greki – sigma). Liczba czasowników, która tworzyła takie formy była ograniczona – tworzony był tylko na bazie czasowników, których temat II (bezokolicznika) kończył się na spółgłoskę. Pozostałe czasowniki zamiast niego mogły tworzyć aoryst sygmatyczny I.
Aoryst asygmatyczny był tworem bardziej archaicznym i rzadko występował w zabytkach scs.

###### Aoryst sygmatyczny I
Aoryst sygmatyczny I mógł być tworzony, z pewnymi wyjątkami, od wszystkich czasowników (o temacie bezokolicznika kończącym się na spółgłoskę i samogłoskę). Do tematu II dochodził charakterystyczny sufiks –s– lub –x– a następnie odpowiednia końcówka. Grupy ps, bs, ds, ts, ss, zs (gdzie pierwsza ze spółgłosek była końcową w tematach rdzennych) upraszczały się do samego s. Rdzenne samogłoski krótkie ulegały wzdłużeniu, przekształcając się ostatecznie w następujący sposób: e w ě, o w a, np. grěsъ ≤ *grebsъ; basъ ≤ *bodsъ. Nie istniały formy tego aorystu dla 2. i 3. os. l. poj. dla czasowników ze spółgłoskowym tematem bezokolicznika i w tej funkcji występowały formy aorystu asygmatycznego. W przypadku czasowników z samogłoskowym tematem bezokolicznika formy te były równe czystemu tematowi.
Za pozostałość aorystu w języku polskim (pod względem formalnym, nie funkcjonalnym) można uznać cząstkę –by w formach trybu warunkowego i w funkcji spójnika. Nawiązuje ona do form aorystu tworzonych od czasownika byti (być), tj. w l. poj. kolejno byxъ (1 os.), by (2 os.), by (3 os.). Archaiczna forma bych jest zachowana przykładowo w gwarach podhalańskich. Stare formy aorystu takie jak bych (1 os. l. poj.), bychom (1 os. l. mn.), byste (2 os. l. mn.) są zachowane we współczesnym literackim języku czeskim do tworzenia trybu przypuszczającego.

###### Aoryst sygmatyczny II
Ten nowszy typ aorystu powstał ze skrzyżowania aorystu asygmatycznego i sygmatycznego I. Z aorystu asygmatycznego przejął spółgłoskowy temat rdzenny (tworzony był tylko na bazie czasowników, których temat II kończył się na spółgłoskę) oraz brak wzdłużenia samogłosek e oraz o. Z aorystu sygmatycznego I przejął natomiast sufiks –s–, –x– lub –š–. Sufiks ten był dodatkowo rozszerzony interfiksem –o–, np. od czasownika nesti aoryst ten w 1 os. l. poj. brzmiał nesoxъ. Form 2. i 3. os. l. poj. nie było i w tej roli były używane formy aorystu asygmatycznego (analogicznie jak przy aoryście sygmatycznym I). We wcześniejszych zabytkach (jak Kodeks Mariański) ten typ aorystu nie występował, coraz liczniej pojawiał się natomiast w późniejszych (np. w Kodeksie Supraskim).

##### Imiesłowy czasu przeszłego

###### Imiesłów czasu przeszłego czynny I
Imiesłów czasu przeszłego czynny I (tzw. pierwszy) był tworzony z reguły od tematu bezokolicznika (tematu II) i odpowiednich sufiksów zależnych od końcówki tematu tego bezokolicznika:
- gdy temat kończył się na spółgłoskę, dodawano –ъ w mianowniku r. męskiego i nijakiego liczby pojedynczej, a w pozostałych formach występował element –ъš–, np. nesti → nesъ (mianownik), nesъša (dopełniacz); w rodzaju żeńskim odpowiednio: nesъši, nesъšę[148]
- gdy temat kończył się na –i– (czasowniki IV koniugacji), to również występowały przyrostki –ъ i –ъš–, przy czym następowały pewne przemiany fonetyczne, np. vratiti → *vratjъ  ≥ vraštь[148].
- gdy temat kończył się na samogłoskę (z reguły inną niż –i–), to występowały przyrostki odpowiednio: –vъ, –vъš–, np. bьrati → bьravъ (mianownik r. męski i nijaki), bьravъša (dopełniacz r. męski i nijaki)[147].

Dla przykładu, imiesłów nesъ znaczył ten, który niósł, niosący niegdyś. Ten bogaty w formy imiesłów został w języku polskim zredukowany do nieodmiennego imiesłowu przysłówkowego uprzedniego z końcówkami –łszy, –wszy; w tym przypadku: niósłszy. Nieco bardziej podobny do scs. stan zachował się w języku rosyjskim.

###### Imiesłów czasu przeszłego czynny II
Imiesłów czasu przeszłego czynny II (drugi) tworzony był od tematu II przez dodanie przyrostka –l– oraz odpowiedniej końcówki rodzajowej, takiej jak przy przymiotnikach odmiany rzeczownikowej typu twardego. Zwykle był używany w formie mianownikowej, a zatem końcówką w r. męskim był –lъ, żeńskim –la, nijakim –lo. Rzadko był używany ściśle w funkcji imiesłowu (np. jagoda izgnila → jagoda, która zgniła), zazwyczaj pojawiał się jako część składowa form złożonych czasowników, tj. praeteritum, plusquamperfectum, futurum II i conditionalis. Formy tego imiesłowu, np. neslъ, nesla, neslo odpowiadają w języku polskim formom czasu przeszłego w 3 os. liczby pojedynczej: niósł, niosła, niosło.

###### Imiesłów czasu przeszłego bierny
Imiesłów czasu przeszłego bierny był tworzony od czasowników przechodnich na podstawie tematu II z sufiksami –n–, –en– lub –t–. Upraszczając, można stwierdzić, że:
- sufiks –n– występował wtedy, gdy temat II kończył się na –a lub –ě, np. bьrati → bьranъ, bьrana, bьrano[152][153]
- sufiks –en– występował m.in. wtedy, gdy temat II był równy rdzeniowi zakończonemu na spółgłoskę, –i, –y, np. nesti → nesenъ, nesena, neseno[152]
- sufiks –t– występował głównie wtedy, gdy temat II był równy rdzeniowi zakończonemu na samogłoskę nosową[154] lub –i, np. pęti → pętъ, pęta, pęto[152].

Niektóre czasowniki mogły używać wymiennie dwóch sufiksów, np. biti → bijenъ (bьjenъ), bitъ. Imiesłowy te odmieniały się jak przymiotniki według odmiany prostej i złożonej, np. nesenъ lub nesenъjь. Przykładowo imiesłów nesenъ znaczył: ten, który był [niegdyś] niesiony.
Formom imiesłowu czasu przeszłego biernego odpowiadają w języku polskim formy imiesłowu przymiotnikowego biernego zakończone na –ny, –na, –ne, –ty, –ta, –te. Formy proste wyszły z użycia, choć jako archaizmy występują w tekstach modlitw, np. umęczon, ukrzyżowan. Dla porównania w języku rosyjskim formy proste zachowały sę w funkcji orzecznika, a złożone – w funkcji przydawki i orzecznika.

##### Złożone formy czasownika

###### Praeteritum
Budowa praeteritum, tj. czasu przeszłego złożonego (nazywanego także perfectum) polegała na połączeniu imiesłowu czasu przeszłego czynnego II w formie mianownikowej (o końcówkach –lъ, –la, –lo) dowolnego czasownika z osobową formą czasownika byti w czasie teraźniejszym (jako czasownikiem posiłkowym).
| osoba | liczba pojedyncza | liczba pojedyncza | liczba pojedyncza | liczba mnoga | liczba mnoga | liczba mnoga | liczba podwójna | liczba podwójna | liczba podwójna |
| osoba | r. męski          | r. nijaki         | r. żeński         | r. męski     | r. nijaki    | r. żeński    | r. męski        | r. nijaki       | r. żeński       |
| ----- | ----------------- | ----------------- | ----------------- | ------------ | ------------ | ------------ | --------------- | --------------- | --------------- |
| 1.    | neslъ jesmь       | neslo jesmь       | nesla jesmь       | nesli jesmъ  | nesla jesmъ  | nesly jesmъ  | nesla jesvě     | neslě jesvě     | neslě jesvě     |
| 2.    | neslъ jesi        | neslo jesi        | nesla jesi        | nesli jeste  | nesla jeste  | nesly jeste  | nesla jesta     | neslě jesta     | neslě jesta     |
| 3.    | neslъ jestъ       | neslo jestъ       | nesla jestъ       | nesli sǫtъ   | nesla sǫtъ   | nesly sǫtъ   | nesla jeste     | neslě jeste     | neslě jeste     |

We wcześniejszych zabytkach języka scs. formy praeteritum występują stosunkowo rzadko; zdecydowanie przeważają czasy proste. Formy r. nijakiego w os. 1. i 2., podobnie jak w innych językach słowiańskich, nie miały praktycznego zastosowania. Formy zaprzeczone tworzono przez zaprzeczoną formę posiłkowego czasownika byti, np. něsmь neslъ (nie niosłem).
W młodszych zabytkach języka scs. użycie praeteritum wzrastało. Czas przeszły większości współczesnych języków słowiańskich oparty jest właśnie na praeteritum (perfectum). Przykładowo czas złożony przeszły funkcjonuje w serbsko-chorwackim: video sam, video je, videli smo; podobnie w czeskim, choć tam w 3. os. już od XVI w. zaprzestano użycia czasownika posiłkowego: viděl jsem, viděl, viděli jsme. W języku polskim dawny imiesłów z końcówkami –l, –la, –lo uległ zrośnięciu z formą osobową czasownika być i w 3 os. także nie ma śladu po dawnym czasowniku posiłkowym: widziałem, widział, widzieliśmy. W języku rosyjskim ze względu na zanik tego słowa posiłkowego w czasie teraźniejszym uogólniło się połączenie zaimka osobowego z odpowiednią formą imiesłowową: я видел (ja videl), он видел (on videl), мы видели (my videli).

###### Plusquamperfectum
Budowa plusquamperfectum, tj. czasu zaprzeszłego polegała na połączeniu imiesłowu czasu przeszłego czynnego II z czasownikiem byti (jako czasownikiem posiłkowym) w formie imperfectum lub aorystu, np. neslъ běaxъ (lub w formie aorystu: neslъ běxъ/byxъ). Formy takie występowały jednak bardzo rzadko. Czas ten wyrażał czynność przeszłą (dokonaną lub niedokonaną) poprzedzającą inną czynność przeszłą. Odpowiednikiem tego czasu w języku polskim jest przestarzała konstrukcja czasu zaprzeszłego typu: przyniósł był lub był przyniósł.

###### Futurum
Podobnie jak w innych językach słowiańskich, czas przyszły można było w języku scs. wyrazić formami prostymi lub złożonymi czasownika. Funkcję czasu przyszłego prostego pełniły formy czasowników dokonanych w czasie teraźniejszym, np. prinesǫ → przyniosę.
Czas przyszły złożony mógł być tworzony dwojako. Mogło to być połączenie odpowiedniej formy osobowej czasownika posiłkowego iměti, načęti (rzadziej vъčęti) lub xotěti z bezokolicznikiem odpowiedniego czasownika, np. imamь glagolati → będę mówić, xošteši sę javiti → będziesz się ukazywać. Ten typ tworzenia czasu przyszłego wykształcił się w językach południowosłowiańskich, a jako czasownik posiłkowy utrwalił się czasownik xotěti.
Drugim sposobem było połączenie imiesłowu czasu przeszłego czynnego II z odpowiednią formą słowa posiłkowego byti w czasie przyszłym (bǫdǫ itd.), np. bǫdetъ pokajalъ sę → upokorzy się (dosł. będzie tym, który się pokajał). Taka konstrukcja, nazywana futurum exactum lub futurum II, była bardzo rzadka. Poza tym w języku scs. nie występowały połączenia słowa bǫdǫ z bezokolicznikiem. Jednak ten typ czasu przyszłego upowszechnił się w językach zachodnio- i wschodniosłowiańskich (np. w polskim: będę robił lub będę robić).

###### Conditionalis
Tryb warunkowy (conditionalis) tworzony był przez połączenie form imiesłowu czasu przeszłego czynnego II z formami osobowymi słowa bimь (forma osobowa conditionalu prostego od czasownika byti), np. neslъ bimь → niósłbym, neslъ bi → niósłby, niósłbyś. Bywało, że w tekstach zamiast słowa posiłkowego bimь używane były formy osobowe aorystu czasownika byti (byxъ, by, byxomъ). Tryb warunkowy używany był w zdaniach złożonych z podrzędnym zdaniem warunkowym, zasadniczo zaczynającym się od ašte (jeżeli) lub ze zdaniem celowym, łączącym się ze zdaniem nadrzędnym spójnikiem da (aby), np. Ašte bi sьde bylъ, ne bi bratrъ mojь umrъlъ → Gdybyś tu był, mój brat by nie umarł (w takiej formie m.in. w Kodeksie Mariańskim); również: Ašte by sьde bylъ, ne by bratъ mojь umrьlъ (z takimi aorystycznymi formami w Księdze Sawy).

#### Strona bierna czasownika
Strona bierna w języku scs. była tworzona na dwa sposoby. Po pierwsze przez połączenie form imiesłowu biernego czasu teraźniejszego lub przeszłego z czasownikiem posiłkowym byti lub byvati w odpowiednich formach w różnych czasach, np. nesomъ jestъ (jest niesiony), izgnъnani bǫdete (będziecie wygnani), sъpasenъ bǫdetъ (będzie zbawiony), gonimъ byvaše (był gnany).
Po drugie przez dodanie zaimka zwrotnego sę do form strony czynnej odmienianego czasownika, np. osǫditъ sę → będzie osądzony (obok osǫždenъ bǫdetъ wg pierwszego sposobu), krьsti sę → został ochrzczony (ochrzcił się).

### Składnia
Składnia tekstów w języku staro-cerkiewno-słowiańskim nie odbiega zbytnio od składni występującej we współczesnych językach słowiańskich, jest wiele wspólnych cech odziedziczonych z prasłowiańszczyzny. Zawiera jednak pewne osobliwości, których współcześnie (właściwie) w nich nie ma. Niektóre z nich to konstrukcje prasłowiańskie (supinum, dativus possesivus), inne powstały pod wpływem oryginalnych greckich tekstów, które tłumaczono.
Do tych osobliwości należy:
- supinum – nieodmienna forma czasownika zawierająca sufiks –tъ dodany do tematu bezokolicznika (np. moštъ od mošti), która zastępuje[156] zdanie podrzędne celowe. Występuje ona po czasownikach oznaczających ruch, zwłaszcza po iti[174], np. jiže pridǫ poslušatъ jego (ci przyszli, aby posłuchać go)[174]. Konstrukcję supinum można jeszcze odnaleźć w języku słoweńskim i dolnołużyckim[176]. Bliskie konstrukcji z supinum są w polszczyźnie konstrukcje typu: przyjechałam na wieś odpocząć[174]. Analogicznie w późniejszych zabytkach supinum w scs. również zostaje wyparte przez bezokolicznik[177]
- dativus possesivus (celownik dzierżawczy) – konstrukcja oznaczająca osobę lub rzecz, do której coś należy, np. dъšti jeji (córka jej), gdzie jeji to forma w celowniku użyta zamiast formy dopełniacza jeję[174].
- dativus absolutus (celownik niezależny) – konstrukcja pełniąca rolę zdania pobocznego, zwykle czasowego, gdzie w funkcji podmiotu występował rzeczownik lub zaimek osobowy w celowniku, a w roli orzecznika – imiesłów (czynny), także w celowniku, np. sъšedъšu že emu sъ gory... (gdy zszedł z góry...)[174]. Poza językiem scs. takich konstrukcji nie stosowano w językach słowiańskich[178].
- dativus cum infinitivo – konstrukcja celownika z bezokolicznikiem, wyrażająca podmiot zdania podrzędnego w celowniku, a orzeczenie w bezokoliczniku. Pełniła rolę równoważnika zdania, zwykle dopełnieniowego, występującego po czasownikach oznaczających mówienie lub myślenie[174], np. azъ glagol’ǫ vamъ, ne klęti sę vamъ (mówię wam, abyście się nie przysięgali); iscěli jǫ jako diviti sę narodu (uzdrowił ją, że aż się lud zdziwił)[179].
- accusativus cum infinitivo – konstrukcja biernika z bezokolicznikiem pełniąca rolę zdania pobocznego, którego podmiot występuje w bierniku, a orzeczenie w bezokoliczniku (ewentualnie w podobnej konstrukcji zamiast bezokolicznika może być imiesłów), np. vy že kogo mę glagoljete byti (wy kim mnie powiadacie być, tzn. wy za kogo mnie uważacie)[174].
- podwójny biernik – konstrukcja występująca po pewnych czasownikach prawdopodobnie na wzór grecki, gdzie dwukrotnie występuje biernik, podczas gdy w polszczyźnie odpowiada jej biernik i narzędnik. Przykładowo: stvoŕǫ vy člověkomъ lovьca (uczynię was łowcami ludzi), gdzie vy i lovьca to formy biernika[178].